# Seznam osebnosti iz Mestne občine Celje
Seznam osebnosti iz Mestne občine Celje vsebuje osebnosti, ki so se tu rodile, delovale ali umrle.

## Gospodarstvo
- Franjo Bobinac, gospodarstvenik, športni funkcionar (1958, Celje)
- Dušan Burnik, gospodarstvenik (1934, Celje – 2020, Lj?)
- Henrik Dvoršak, gospodarstvenik (1952, Celje)
- Vilko Štern, agrarni ekonomist, agronom (1916, Celje – 2002, Ljubljana)
- Jožef Wokaun, gospodarstveni, gozdarski strokovnjak, kmetijski strokovnjak (1809, Celje – 1877, Rakovec)
- Zoran Žagar, gospodarstvenik, diplomat (1924, Celje – 2008, Ljubljana)
- Ivan Atelšek, gospodarstvenik (1928, Dobletina – 2011, Celje)
- Anton Kolenc, veletrgovec (1868, Radmirje – 1922, Celje)
- Ivan Rebek, organizator obrtništva, obrtnik, kulturni delavec, politični delavec (1863, Kamnje – 1934, Celje)
- Franc Roblek, narodni gospodar, politik, hmeljar (1865, Žalec – 1935, Celje)
- Franc Strupi, steklar (1866, Hraše – 1930, Celje)
- Josip Vrečko, gospodarstvenik (1856, Žegar – 1931, Celje)
- Mihael Vošnjak, gospodarstvenik, politik (1837, Šoštanj – 1920, Glion)
- Anton Božič, narodni gospodar, pravnik, odvetnik (1876, Stročja vas – 1933)
- Jernej Glančnik, narodni gospodar (1844, Sv. Štefan – 1905, Maribor)
- Janez Hausenbihler, narodni gospodar, politik (1838, Žalec – 1896, Žalec)
- Franc Kapus, trgovec, narodni delavec (1830, Kamnik – 1884, Gradec)
- Franc Mišič, narodni delavec, učitelj, potopisec (1881, Dobrava – 1969, Maribor)
- Radoslav Pipuš, narodni delavec, gospodarstvenik, pravnik (1864, Gaj nad Mariborom – 1928, Maribor)
- Ivo Sancin, kmetijski strokovnjak (1872, Trst – 1954, Ljubljana)
- Ivan Sovinc, gradbenik, strokovnjak za mehaniko tal (1924, Sevnica – 2001, Ljubljana)
- Rudolf Stermecki, veletrgovec (1876, Brezovica na Bizeljskem – 1957, Zagreb)
- Francè Svetek, sindikalni delavec, politik (1892, Ljubljana – 1965, Ljubljana)
- Josip Širca, gospodarstvenik, društveni delavec, župan (1854, Žalec – 1933, Žalec)
- Radoslav Škoflek, narodni delavec, učitelj (1840, Nova Cerkev – 1907, Vojnik)
- Marija Šlander, družbenopolitična delavka (1911, Prebold – 1973, Ljubljana)
- Vera Šlander, družbenopolitična delavka (1921, Kaplja vas – 1943, Tolsti vrh)
- Vilko Šlander, politični delavec (1910, Prebold – 1941, Šentrupert)
- Franc Šmon, politični delavec, politični pisec, duhovnik (1907, Loke – 1985, Slovenj Gradec)
- Ciril Špindler, društveni delavec, pravnik (1902, Moravci v Slovenskih goricah – 1975, Maribor)
- Miloš Štibler, zadružnik, publicist (1882, Fala – 1969, Ljubljana)
- Hinko Šuklje, društveni delavec, zdravnik, ginekolog (1866, Brestanica – 1903, Zadar)
- Jožko (Nino) Udovič, politični delavec (1910, Trst – 1943, Trst)
- Franc Avberšek, gospodarstvenik, politik (1947, Velenje)
- Ivana Stanka Hrovatin, prosvetna, sindikalna in politična delavka (1929, Trst)
- Gašper Andrej Jakomini, podjetnik, poštar (1726, Štanjel – 1805, Gradec)
- Jože Bučer, gospodarstvenik (1935, Zagaj pri Ponikvi)
- Risto Gajšek, gospodarstvenik, kulturnik, pevec, vojni interniranec (1923, Litija – 2004, Celje)
- Ferdinand Gallo, obrtnik, kipar (ok. 1709 – 1788, Celje)
- Valendin Hrastnik, delovodja, politik, župan (1876, Stare Slemene – 1952)
- Janez Frančišek Janeček, obrtnik, izdelovalec orgel, mestni sodnik (ok. 1697, Poděbrady – 1778, Celje)
- Rado Jenko, direktor, inovator, podjetnik, turistični delavec, častni občan (1919, Celje – 2007)
- Stane Kokalj, direktor, veteran 1. svetovne vojne, sodelavec OF, partizan, politični aktivist, častni občan (1897,  Velika vas – 1967, Celje)
- Henrik Peternel, čebelar, duhovnik (1875, Gorica – 1951, Bukovžlak)
- Julius Rakusch, trgovec, podjetnik, župan, častni občan (1852, Celje – 1910, Celje)
- Ludvik Rebeušek, ekonomist, profesor, ravnatelj šole, strokovni pisec, turistični delavec, častni občan (1921, Celje – 2017)
- Jožef Rebov, posestnik, politik, župan (1856, Teharje – 1949, Celje)
- Peter Simoniti, bančni uradnik, gledališčnik, ljubiteljski režiser in igralec (1930, Biljana – 2024, Celje)
- Martin Stojan ml.   , obrtnik, mizarski mojster, politik, župan, gasilski organizator (1874, Teharje – 1968, Teharje)
- Viljem Šumer, obrtnik, podjetnik, občinski nagrajenec (1943, Ljubečna)
- Marjan Vengust, gradbenik, direktor, športni delavec, občinski nagrajenec (1956, Celje)
- Adolf Westen st.   , tovarnar, industrialec (1850, Lüttringhausen – 1942, Gradec)
- Nataša Krajnc (por. Prinčič), ekonomistka, fotomodel (1981, Celje)
- Tea Petrin, ekonomistka (1944, Celje – 2023)
- Mihael Levstik, sadjar (1861, Želimlje – 1939, Celje)
- Leopold Tušinger, stavbenik (?)
- Miha Vizjak, sadjar (1814, Pečovje – 1892, Pečovje)
- Branko Zemljič, prosvetni delavec, planinec (1887, Radmirje – 1961, Ljubljana)
- Marijan Zemljič, gozdarski strokovnjak (1925, Rečica ob Savinji – 2013, Ljubljana)
- Franc Tretjak, ekonomist (1914, Troblje – 2009)
- Leopold Tušinger, stavbenik (deloval med 1770 in 1815)
- France Vardjan, hortikultura (1900, Kočevje – 1994, Leskovec pri Krškem)
- Veit, izdelovalec oklepov (deloval med 1400 in 1460)
- Franc Osole, izdelovalec cerkvene opreme (1857, Kamnik – 1907, Kamnik)
- Miran Veselič, enolog, agronom (1913, Ormož – 1995, Ljubljana)
- Danilo Vezjak, ekonomist (1923, Maribor – 2003, Maribor)
- France Wernig, agronom, šolnik (1894, Kočuha – 1969, Bischofshofen)
- Rudolf Zdolšek, sadjar, šolnik (1881, Lemberg pri Novi Cerkvi – 1916, Čistopolj)
- Martin Zeichen, izdelovalec orgel (1821, Trbovlje – 1866, Polzela)
- Branko Zemljič, prosvetni delavec, planinec (1887, Radmirje – 1961, Ljubljana)
- Marijan Zemljič, gozdarski strokovnjak (1925, Rečica ob Savinji – 2013, Ljubljana)
- Vlasto Zemljič, gradbenik (1919, Solčava – 1997, Ljubljana)
- Ciril Žižek, turistični delavec, pravnik (1890, Vojnik – 1974, Nova Gorica)
- Janez Žmavc, gradbenik (1932, Gornji Grad)
- Janez Artenjak, ekonomist (1939, Spodnja Hajdina)
- Andrej Elsbacher, veletrgovec (1835, Žabnice – 1905, Laško)
- Ciril Grmek, kmet, tigrovec, borec NOB (1905, Avber – 1944, Sežana)
- Franc Adamič, gradbenik (1922, Ljubljana – 2016, Notranje Gorice)
- Silva Exel Škerlak, ekonomistka, pravnica (1906, Vojnik – 1987, Halifax)
- Metod Dular, ekonomist (1899, Novo mesto – 1990, Ljubljana)
- Anton Fazarinc, gostilničar, veletrgovec, župan, častni občan (1864, Celje – 1937, Celje)
- Edo Gaberšek, ekonomist, folklorist, kulturnik, občinski nagrajenec (1934, Bjelovar)
- Ivan (Janez) Glinšek, kmet, župan (1878, Celje – 1962, Celje)
- Konrad Gologranc, gradbenik, podjetnik, gasilec (1887, Celje – 1976, Celje)
- Anton Grabič, mlinar, narodnoobrambni delavec, pevec, publicist (1809, Levec – 1886, Celje)
- Hieronimus Hackel, steklar (1785, Mistrovice – 1844, Celje)
- Riko Jerman, bančni uradnik, partizan, politik, župan (1918, Zabukovica – 1982)
- Emil Kolenc, ekonomist, trgovec, direktor (1937, Celje)
- Vinko Kukovec, stavbenik, tesar, politik, župan, član sokolov (1870, Koračice – 1939, Celje)
- Josip Pečnak, mlinar, gostilničar, podjetnik, politik, narodnoobrambni delavec, občinski svetnik, publicist, ljubiteljski zgodovinar, dobrotnik (1816, Lipa – 1905, Teharje)
- Franc Rupret, gradbenik, partizan, župan (1915, Zdole – 2001, Ljubljana)
- France Krašovec, gospodarstvenik, publicist (1883, Celje – 1948, Buenos Aires)
- Janez Prašnikar, ekonomist, pedagog, publicist (1950, Celje)
- Andrej Marinc, agronom, politik (1930, Celje – )
- Boris Završnik, gospodarstvenik (1951, Celje)
- Dieter Zlof, podjetnik (1942, Celje)
- Hajdi Korošec Jazbinšek, pevka zabavne glasbe, podjetnica (1979, Celje)
- Bogomir Kovač, ekonomist (1952, Celje)
- Franc Cijan, agronom (1926, Celje)
- Ferdinand Marn, ekonomist, informatik (1927, Celje – 2009, Maribor)
- Egon Zakrajšek, ekonomist (1967, Celje)
- Žan Jan Oplotnik, ekonomist (1972, Celje)
- Miroslav Verbič, ekonomist (1979, Celje)
- Richard Lindner, bančni uradnik (1864, Celje – 1934, Praga)
- Johann F. B. Walland, gradbenik (1875, Celje – ?)
- Jože Bauer, delavski organizator (1895, Ribnica na Pohorju – 1986, Celje)
- Leopold Rajh, gospodarstvenik (1930, Silova – 2011, Celje)
- Alojz Diacci, sindikalni delavec (1903, Govce – 1984, Celje)
- Valentin Konavli, politični delavec (1885, Pevma – 1929, Celje)
- Aufust von Perko, trgovec, humanist (1804, Celje – 1866, Dunaj)
- Hugo Othmar Miethke, trgovec z umetninami (1834 – 1911, Celje)

### Tiskarstvo, uredništvo, založništvo, bibliotekarstvo
- Janez Krstnik Jeretin, tiskar, gledališki organizator (1803, Celje – 1853, Celje)
- Jožef Bachó, tiskar (1769, Zagreb – 1854, Celje)
- Jožef Geiger, knjigovez, knjigarnar (ok. 1794 – 1872, Celje)
- Janez Krstnik Jeretin, tiskar, gledališki organizator (1803, Celje – 1853, Celje)
- Alojzij Höfler, tiskar (1866, Ljubljana – 1928, Ljubljana)
- Anton Bezenšek, stenograf, prevajalec, čebelar (1854, Bezenškovo Bukovje – 1915, Sofija)
- Franc Hafner, stenograf, šolnik (1839, Gornji Grad – 1876, Maribor)
- Franc Jožef Jenko, knjigarnar, tiskar, župan
- Mihael Lendovšek, urednik, duhovnik (1844, Rogatec – 1920, Makole)
- Hinko Sax, tiskar, knjigarnar (1872, Medvode – 1962, Maribor)
- Franc Anton Schütz, tiskar (1753, Celovec – 1809, Maribor)
- Lavoslav Schwentner, založnik, knjigarnar (1865, Vransko – 1952, Vransko)
- Jakob Sket, urednik, pripovednik, šolnik (1852, Mestinje – 1912, Celovec)
- Avgust Vižintin, knjižničar, kulturnopolitični delavec (1924, Radmirje – 2004, Ljubljana)
- Ivan Krstnik Žibert, bibliotekar, duhovnik, redovnik, benediktinec (1874, Medvode – 1945, Ljubljana)
- Andrej Arko, urednik, prevajalec (1947, Maribor)
- Franc Leskošek, kovinar, sindikalist, funkcionar, politik, minister, spomeničar, aktivist NOB, narodni heroj, veteran 1. svetovne vojne, borec za severno mejo, častni občan (1897, Celje – 1983, Ljubljana)
- Peter Majdič ml., mlinar industrialec, podjetnik, veletrgovec, posestnik (1862, Jarše pri Mengšu – 1930, Celje)
- Anton Zupan, stenograf (1843, Vransko – 1894, Vransko)
- Alfred Möller, urednik, dramatik, esejist, psiholog (1877, Celje – 1957, Gradec)

## Humanistika in znanost
- Andrej Ažman, kemijski fizik (1937, Celje – 1980, Ljubljana)
- Andrej Bekeš, matematik, japonolog, jezikoslovec, visokošolski učitelj (1949, Celje)
- Aleksander Brezigar, geolog (1951, Celje)
- Slavko Ciglenečki, arheolog (1949, Celje)
- Janez Cvirn, zgodovinar (1960, Celje – 2013, Ljubljana)
- Branko Diehl, kemik, (1905, Celje – 1948 ali 1950 (neznano))
- Vatroslav Oblak, jezikoslovec (1864, Celje – 1896, Celje)
- Brikcij Preprost, humanist (med 1400 in 1450, Celje – 1505, Dunaj)
- Josip Šorn, klasični filolog (1855, Celje – 1912, Maribor)
- Valentin Tratnik, botanik, mineralog, duhovnik (1801, Celje – 1876, Gornja Radgona)
- Fran Wiesthaler, leksikograf, literarni zgodovinar, klasični filolog (1849, Celje – 1927, Ljubljana)
- Marija Zelenik-Blatnik, biokemičarka (1934, Celje)
- Marjan Žagar, geograf (1920, Celje – 1980, Ljubljana)
- Hubert Ankerst, kemik (1915, Liberec – 2005, Celje)
- Pavle Blaznik, zgodovinar (1903, Škofja Loka – 1984, Ljubljana)
- Lojze Bolta, arheolog (1923, Dragomelj – 1998, Celje)
- Josip Boncelj, strokovnjak strojništva, inženir (1884, Železniki – 1971, Celje)
- Anton Jeršinovic, klasični filolog (1876, Črnomelj – 1925, Celje)
- Matija Ljubša, zgodovinar, duhovnik (1862, Vanetina – 1934, Celje)
- Janko Orožen, zgodovinar, šolnik (1891, Turje – 1989, Celje)
- Jakob Strauss, filozof, zdravnik, fizik, astronom (ok. 1553, Ljubljana – 1590, Celje)
- Ferdinand Trenc, strokovnjak strojništva (1913, Trška Gora – 1976, Celje)
- Ignacij Orožen, zgodovinar, duhovnik (1819, Laško – 1900, Maribor)
- Jurij Schön, arheolog (1859, Lanzendorf – 1920, Dunaj)
- Matija Wretschko, vitez, botanik (1834, Jurklošter – 1918, Eichgraben)
- Ivan Žuža, geolog, politik (1830, Žalec – 1903, Várpalota)
- Jože Curk, umetnostni zgodovinar, konservator (1924, Vipava – 2017, Ljubljana)
- Franc Žličar, prevajalec, duhovnik (1839, Šentjur – 1867, Slivnica pri Celju)
- Baltazar Baebler, kemik, šolnik, poslovnež, publicist (1880, Vrhnika – 1936, Ljubljana)
- Alojzij Benkovič, prevajalec, leksikograf, farmacevt (1867, Kamnik – 1934, Kamnik)
- Davorin Beranič, filolog, glasbeni zgodovinar, čebelar (1879, Cirkovce – 1923, Ptuj)
- Ivan Bernik, filozof (1871, Kranj – 1897, Ljubljana)
- Stanislav Bevk, biolog, ornitolog, šolnik (1875, Šentvid pri Lukovici – 1956, Ljubljana)
- Peter Bonomo, humanist, škof, diplomat, državnik, duhovnik (1458, Trst – 1546, Trst)
- Franc Brežnik, klasični filolog (1849, Šmartno v Rožni dolini – 1929, Novo mesto)
- Srečko Brodar, arheolog, geolog (1893, Ljubljana – 1987, Ljubljana)
- Martin Cilenšek, botanik, poljudnoznanstveni pisec (1848, Gotovlje – 1936, Ljubljana)
- Franc Ferk, zgodovinar, arheolog, muzeolog (1844, Gomilica – 1925, Gradec)
- Martin Valenčak, literarni zgodovinar (1834, Lastnič – 1887, Celje)
- Andrej Fekonja, literarni zgodovinar, duhovnik (1851, Negova – 1920, Šoštanj)
- Karel Glaser, literarni zgodovinar, indolog, prevajalec (1845, Zgornje Hoče – 1913, Gradec)
- Julij Głowacki, naravoslovec, botanik (1846, Idrija – 1915, Gradec)
- Pavel Holeček, prevajalec (1882, Ljubljana – 1964, Zagreb)
- Anton Kaspret, zgodovinar (1850, Lesično – 1920, Črna na Koroškem)
- Valentin Kermavner, klasični filolog (1835, Vnanje Gorice – 1908, Gradec)
- Blaž Kocen, geograf, kartograf, duhovnik (1821, Hotunje – 1871, Dunaj)
- Josip Kožuh, matematični geograf (1854, Dvor pri Polhovem Gradcu – 1948, Celje)
- Silvo Kranjec, zgodovinar (1892, Ljubljana – 1976, Ljubljana)
- Franc Krašan, botanik (1840, Šempas – 1907, Gradec)
- Josip Lendovšek, slovničar, šolnik, narodni buditelj (1854, Rogatec – 1895, Strmec)
- Georg Mally, naravoslovec (1793, Lipnica – 1858, Maribor)
- Marjan Marolt, umetnostni zgodovinar, pravnik (1902, Vrhnika – 1972, Buenos Aires)
- Blaž Matek, matematik (1852, Gornji Grad – 1910, Maribor)
- Rudolf Molè, prevajalec, literarni zgodovinar (1883, Kanal – 1969, Ljubljana)
- Matija Mrače, prevajalec (1866, Zapotok) – 1903, Novo mesto)
- Josip Napotnik, prevajalec (1886, Tepanje – 1947)
- Viljem Ogrinc, astronomski pisec, pravnik (1845, Trebnje – 1883, Ljubljana)
- Nikolaj Omersa, literarni zgodovinar (1878, Kranj – 1932, Kranj)
- Fran Orožen, geograf (1853, Laško – 1912, Ljubljana)
- Ignacij Orožen, zgodovinar, duhovnik (1819, Laško – 1900, Maribor)
- Karel Oštir, jezikoslovec (1888, Arnače – 1973, Ljubljana)
- Alfonz Paulin, botanik (1853, Leskovec pri Krškem – 1942, Ljubljana)
- Viktor Petkovšek, botanik (1908, Litija – 1994, Ljubljana)
- Maks Pleteršnik, leksikograf, učitelj (1840, Pišece – 1923, Pišece)
- Janez Sigismund Valentin Popovič, jezikoslovec, naravoslovec (1705, Arclin – 1774, Perchtoldsdorf)
- Elija Rebič, zgodovinar (1784, Stojdraga – 1865, Ljubljana)
- Jože Rus, geograf, zgodovinar (1888, Ribnica – 1945, Buchenwald)
- Roman Savnik, geograf (1902, Ljubljana – 1987, Ljubljana)
- Arnold Schober, arheolog (1886, Podsreda – 1959, Gradec)
- Jurij Schön, arheolog (1859, Lanzendorf – 1920, Dunaj)
- Albin Seliškar, fiziolog (1896, Vransko – 1973, Ljubljana)
- Ivan Simonič, geograf, zgodovinar (1905, Vinji Vrh pri Semiču – 1979, Ljubljana)
- Jožef Skrbinšek, jezikoslovec, prevajalec (1878, Sela – 1938, Praga)
- Anton Sovrè, klasični filolog, prevajalec (1885, Šavna Peč – 1963, Ljubljana)
- Janez Stanonik, jezikoslovec, anglist (1922, Slovenj Gradec – 2014, Ljubljana)
- Francè Starè, arheolog (1924, Šmartno pri Litiji – 1974, Ljubljana)
- Avguštin Stegenšek, umetnostni zgodovinar, teolog, duhovnik (1875, Tevče – 1920, Maribor)
- Josip Stegnu, veterinar (1875, Ljubljana – 1937, Ljubljana)
- Ivan Stožir, fizik (1834, Šmartno v Rožni dolini – 1908, Zagreb)
- Stane Suhadolnik, leksikograf, bibliograf (1919, Borovnica – 1992, Ljubljana)
- Anton Svetina ml., zgodovinar, pravnik (1891, Vransko – 1987, Ljubljana)
- Franc Šanc, filozof, teolog, duhovnik, redovnik, jezuit (1882, Javornik – 1953, Zagreb)
- Anton Šantel, matematik, fizik (1845, Pesnica – 1920, Krško)
- Jan Šedivý, pisec, zgodovinar, publicist (1899, Linz – 1969, Maribor)
- Fran Šijanec, umetnostni zgodovinar (1901, Poljčane – 1964, Maribor)
- Amalija Šimec, bakteriologinja, epidemiologinja, organizatorka socialne medicine (1893, Tržič – 1960, Ljubljana)
- Jože Šlander, entomolog, gozdarski strokovnjak (1894, Gornji Grad – 1962, Ljubljana)
- Janez Šolar, jezikoslovec, šolnik, duhovnik (1827, Kropa – 1882, Zadar)
- Francè Štiftar, jezikoslovec, literarni teoretik, publicist, turistični delavec (1846, Solčava – 1913, Kaluga)
- Simon Šubic, fizik (1830, Brode – 1903, Gradec)
- Marijan Tavčar, prevajalec, publicist (1912, Ljubljana – 1981, Škofja Loka)
- Mavricij Teraš, nabožni pisec, zgodovinar, duhovnik, redovnik, kapucin (1889, Čanje – 1960, Škofja Loka)
- Stane Terčak, zgodovinar (1905, Radmirje – 1976, Maribor)
- Ivan Tertnik, klasični filolog (1859, Ljubljana – 1941, Ljubljana)
- Josip Teržan, agrokemik (1902, Petrovče – 1984, Ruše)
- Ivan Topolovšek, jezikoslovec (1851, Marija Gradec – 1921, Ljubljana)
- Alojzij Trstenjak, krajevni zgodovinar (1887, Pušenci – 1964, Maribor)
- Viktor Turnšek st., strokovnjak strojništva (1884, Žlabor – 1953, Ljubljana)
- Fran Vidic, literarni zgodovinar (1872, Prebold – 1944, Ljubljana)
- Ivan Vizovišek, kemik (1918, Žalec – 1989, Ljubljana)
- Ivo Vomer, veterinar (1916, Čadram – 1996, Ljubljana)
- Rajko Vrečer, zgodovinar, glasbenik (1875, Teharje – 1962, Žalec)
- Anton Wolf, leksikograf, duhovnik (1802, Šempeter v Savinjski dolini – 1971, Kristan Vrh)
- Milan Ževart, zgodovinar, muzealec (1927, Podkraj pri Velenju – 2006, Slovenj Gradec)
- Josip Žontar, zgodovinar, pravnik (1895, Jesenice – 1982, Kranj)
- Miroslav Adlešič, fizik, pedagoški delavec (1907, Postojna – 2002, Ljubljana)
- Valter Braz, germanist, srednješolski učitelj (1914, Trst – 1988, Ljubljana)
- Jože Curk, umetnostni zgodovinar, konservator (1924, Vipava – 2017, Ljubljana)
- Marjan Čadež, meteorolog, univerzitetni profesor (1912, Gorica – 2009, Ljubljana)
- Boris Gradni?, farmakolog (?)
- Ludvik Klakočer, prevajalec, zborovodja (1906, Vetrnik – 1986, Sydney)
- Franjo Baš, geograf, zgodovinar, etnolog, arheolog, muzealec, konservator (1899, Kamenče – 1967, Ljubljana)
- Miloš Bavec, geolog (1969, Šentjanž)
- Marja Boršnik, literarna zgodovinarka (1906, Borovnica – 1982, Mljet)
- Stanko Buser, geolog (1932, Boletina– 2006, Slovenj Gradec)
- Branko Borštnik, fizik (1944, Prkos)
- Dolfka Boštjančič, andragoginja, socialna delavka (1923, Dovje – 1983, Dovje)
- Dragan Božič, arheolog (1951, Ljubljana)
- Tatjana Bregat, arheologinja (1932, Ruta – 2002, Golnik)
- Julija Bračič, pripovednica (1913, Stanovsko – 1994, Malinska)
- Mitja Brodar, arheolog (1921, Ljubljana – 2012, Ljubljana)
- Rafael Cajhen, elektrotehnik (1933, Ljubljana)
- Gregor Čremošnik, zgodovinar (1890, Ločica ob Savinji – 1958, Ljubljana)
- Tatjana Čelik, biologinja, entomologinja, lepidopterologinja (1968, Maribor)
- Bojan Paradiž, meteorolog (1930, Kočevje – 2012, Ljubljana)
- Alenka Domjan, umetnostna zgodovinarka, profesorica, kustosinja, galeristka, občinska nagrajenka (1951, Celje)
- Rolanda Fugger Germadnik, zgodovinarka, kustosinja, muzejska svetnica, Valvasorjeva nagrajenka, občinska nagrajenka (1953, Ljubljana)
- Edward (Edi) Gobec, izseljenski antropolog, sociolog, raziskovalec, publicist (1926, Celje – 2020, ZDA)
- Branko Goropevšek, zgodovinar, bibliotekar, domoznanec, ravnatelj knjižnice, strokovni pisec, urednik (1966, Celje – 2012, Celje)
- France Jesenovec, slavist, profesor, raziskovalec, strokovni pisec (1906, Puštal – 1984, Topolšica)
- Tone Kregar, zgodovinar, doktor znanosti, kustos, ravnatelj muzeja, strokovni pisec, glasbenik, tekstopisec, publicist, Valvasorjev nagrajenec (1971, Celje)
- Lino (Vendelin) Legiša, slavist, doktor znanosti, profesor slovenskega jezika in književnosti, literarni kritik (1908, Škoflje – 1980, Ljubljana)
- Janez Levec, kemik, doktor znanosti, univerzitetni profesor, raziskovalec, strokovni pisec (1943, Začret pri Celju – 2020)
- Ivan Mlinar, zgodovinar, profesor, strokovni pisec (1897, Loka pri Zidanem Mostu – 1980, Celje)
- Milena Moškon, umetnostna zgodovinarka, kustosinja, Valvasorjeva nagrajenka, občinska nagrajenka (1928, Predgrad)
- Tine Orel, slavist, profesor, ravnatelj šole, planinski organizator, publicist, urednik, sodelavec OF (1913, Trzin – 1985, Veli Lošinj)
- Marija Počivavšek, zgodovinarka, kustosinja, muzejska svetnica, urednica, doktorica znanosti, Valvasorjeva nagrajenka (1963, Celje)
- Viktor Povše, restavrator, občinski nagrajenec (1933, Podturn pri Dolenjskih Toplicah)
- Marjan Prelec, gradbeni inženir, direktor, gospodarstvenik, občinski nagrajenec (1928, Celje)
- Blaž Pristovšek, gradbeni inženir, projektant, urbanist, častni občan (1892, Arclin – 1970, Celje)
- Edvard Stepišnik, inženir živilske tehnologije, direktor, družbenopolitični delavec, župan, planinec (1943, Drešinja vas)
- Ivan Stopar, umetnostni zgodovinar, doktor znanosti, konservator, strokovni pisec, častni občan (1929, Ljubljana – 2018, Celje)
- Olga Vrabič, farmacevtka, vojna izgnanka, partizanka, politična aktivistka, spomeničarka, družbenopolitična delavka, županja, častna občanka (1916, Šmohor – 2001, Celje)
- Jože Zimšek, gradbeni inženir, strokovnjak za gradnjo cest in železnic, družbenopolitični delavec, župan, poslanec državnega zbora (1944, Celje)
- Tone Zimšek, gozdarski inženir, ekonomist, družbenopolitični delavec, župan (1940, Svetina – 2012, Celje)
- Aleksander Žižek, zgodovinar, arhivist, doktor znanosti, strokovni pisec, urednik, Aškerčev nagrajenec (1968, Celje)
- Peter Volasko, sociolog, politik (1964, Celje)
- Simona Klemenčič, jezikoslovka, pisateljica, prevajalka (1971, Celje)
- Tatjana Šifrer, geografka, bibliotekarska svetovalka (1931, Celje – 2005)
- Teodor Petrič, jezikoslovec (1959, Celje)
- Vida Deželak Barič, zgodovinarka (1954, Celje)
- Vlado Kotnik, antropolog, sociolog, psiholog (1975, Celje)
- Vladimir Kralj, literarni in gledališki kritik, dramski teoretik, pripovednik (1901, Celje – 1969, Ljubljana)
- Walter Höflechner, zgodovinar (1943, Celje)
- Josip Zidanšek, biblicist (1858, Špitalič pri Slovenskih Konjicah – 1930, Maribor)
- Matija Slavič, biblicist, narodni delavec, pridigar, prevajalec, duhovnik (1877, Bučečovci – 1958, Ljubljana)
- Martin Zupanc, zootehnik (1879, Gotovlje – 1951, Maribor)
- Josip Zidanšek, agronom, zootehnik (1883, Špitalič pri Slovenskih Konjicah – 1944, Špitalič pri Slovenskih Konjicah)
- Milovan Zidar, agronom, politik (1931, Lemberg pri Šmarju)
- Zoran Železnik, veterinar (1930, Škofja Loka)
- Marko Amon, veterinar (1929, Subotica – 2007, Sežana)
- Lado Božič, domoznanec, publicist (1904, Idrija – 1976, Ljubljana)
- Jože Butinar, agronom, šolnik (1913, Trst – 1980, Maribor)
- Albert Ivančič, inženir rudarstva (1921, Smast – 2017, Trbovlje)
- Tone Bantan, agronom (1907, Marno – 1971, Ljubljana)
- Jože Bešvir, veterinar (1931, Trgovišče – 2012, Ptuj)
- Janez Brglez, veterinar (1927, Videm pri Ptuju – 2011, Ljubljana)
- Milan Dolenc, veterinar (1907, Buzet – 1993, Ljubljana)
- Zvonko Fazarinc, elektroinženir, razvojni inženir, računalnikar, predavatelj (1928, Medlog – 2023)
- Janez Erih Gril, elektroinženir, direktor, atlet, glasbenik (1941, Trbovlje)
- Niko Kač, gradbeni inženir, ekonomist, bankir, direktor, občinski svetnik (1944, Polzela)
- Andrej Kamenšek, gradbeni inženir, direktor, občinski nagrajenec (1930, Rače)
- Martin Klančišar, rudarski strokovnjak, direktor, partizan, politični aktivist, župan, učitelj (1903, Trbovlje – 1974, Celje)
- Miha Klaus, lekarnar (?, Celje – 1582, Gradec)
- Jožef Senica, montanist (1816, Celje – 1886, Buchscheiden)
- Marko Vincenc Lipold, montanist, geolog (1816, Mozirje – 1883, Idrija)
- Igo Pehani, montanist, pravnik (1886, Topusko – 1942, Ljubljana)
- Vinko Strgar, montanist (1870, Leskovec pri Krškem – 1934, Ljubljana)
- Jožef Ulaga st., zbiralec etnološkega gradiva, nabožni pisec, duhovnik (1815, Podsreda – 1892, Šentvid pri Grobelnem)
- Lidija Tavčar, muzealka (1953, Celje)
- Anton Potočnik, fizik (1984, Celje)
- Franc Puncer, biolog, pisatelj (1934, Celje – 1994)
- Franc Solina, računalnikar, univerzitetni profesor (1955, Celje)
- Jože Hudales, etnolog, pedagog (1955, Celje)
- Katarina Majerhold, filozofinja, avtorica, scenaristka, urednica (1971, Celje)
- Milan Pogačnik, veterinar, politik (1946, Celje)
- Andreja Rihter, zgodovinarka, sociologinja, pedagoginja, kustodinja, političarka (1957, Celje)
- Boris Orel, fizik, kemik (1943, Celje)
- Božidar Drovenik, entomolog (1940, Celje – 2020, Kamnik)
- Franc Drobne, geolog, hidrogeolog (1931, Celje – 2011)
- Gabrijela Novak, inženirka kemije, papirniška tehnologinja (1942, Celje)
- Igor Grdina, zgodovinar, literarni zgodovinar, libretist (1965, Celje)
- Janez K. Lapajne, geofizik, seizmolog (1937, Celje – 2012, Rodica)
- Janez Povh, matematik (1973, Celje)
- Karel Natek, geograf (1952, Celje)
- Ljudmila Dolar Mantuani, petrologinja (1906, Celje – 1988, Toronto)
- Mirko Tratnik), inženir gozdarstva, lesarski strokovnjak, univerzitetni profesor (1938, Celje – 2018)
- Franc Gubenšek, biokemik, akademik (1937, Celje – 2010)
- Romana Jordan, fizičarka, političarka (1966, Celje)
- Oskar Smreker/Smrekar?, gradbeni inženir (1854, Celje – 1935, Pariz)
- Milena Horvat, inženirka kemije (1958, Celje)
- Vladimir Černe, matematik (1904, Celje – 1961, Ljubljana)
- Želimir Dobovišek, inženir strojništva, univerzitetni pedagog (1924, Celje – 2017)
- Gašper Ilc, jezikoslovec (1975, Celje)
- Bogdan Jurkovšek, geolog (1952, Celje)
- Ljubomir Črepinšek, fizik in šahist (1936, Celje – 2023)
- Jonatan Vinkler, literarni zgodovinar (1975, Celje)
- Mirna Macur, sociologinja (1969, Celje)
- Vida Jesenšek, jezikoslovka (1960, Celje)
- Mateja Čoh, zgodovinarka (1974, Celje)
- Ana Jasmina Oseban, prevajalka (1978, Celje)
- Tatjana Rozman, filozofinja (1964, Celje)
- Saša Svetina, fizik (1935, Celje)
- Alenka Gaberščik, biologinja (1956, Celje)
- Damjana Drobne, biologinja (1965, Celje)
- Žiga Knap, filozof (1937, Celje)
- Marko Kočevar, geolog, fotograf (1959, Celje)
- Robert Karl Grasselli, kemijski inženir (1930, Celje – 2018, München)
- Peter Weiss, jezikoslovec (1959, Celje)
- Ivan Bednjički, rudarski inženir (1972, Celje)
- Metka Zupančič, literarna zgodovinarka (1950, Celje)
- Štefan Trojar, zgodovinar, metodik (1931, Celje – 2014, Ljubljana?)
- Katarina Kotnik, znanstvenica, biologinja, genetičarka (1978, Celje)
- Polona Selič, psihologinja (1964, Celje)
- Alenka Švab, sociologinja (1970, Celje)
- Anton Mikeln, umetnostni zgodovinar (1943, Celje)
- Dušan Mlacović, zgodovinar (1966, Celje)
- Andrej Rahten, zgodovinar (1973, Celje)
- Ljerka Godicl, botaničarka (1930, Celje – 2006, Gomilsko)
- Josip Felicijan, zgodovinar (1916, Škofja vas – 1993, Toronto)
- Primož Lorenčak, kemik (1950, Celje)
- Olga Markič, filozofinja (1959, Celje)
- Matija Čakš, veterinar, politik (1985, Celje)
- Milenko Roš, kemik (1947, Celje)
- Leon Cizelj, jedrski fizik (1964, Celje)
- Jure Piškur, molekularni genetik (1960, Celje – 2014, Lund)
- Ferdinand Schupp, klasični filolog, učitelj (1901, Dunaj – 1945, Celje)
- Bogdan Ferlinc, agronom (1892, Šmarje pri Jelšah – 1980, Celje)
- Drago Čeh, rudarski inženir (1909, Ljubljana – 1988, Celje)
- Emil Szvetics, strojni inženir (1863, Celje – 1926, Budimpešta)
- Darja Peperko Golob, bibliotekarka, publicistka (1963, Celje)
- Tomaž Mastnak, sociolog, publicist (1953, Celje)
- Vid Sagadin Žigon, prevajalec (1972, Celje)
- Anna Baumbach, farmacevtka (1776, Celje – 1876, Celje)
- Jožef Čakš, Čopov nagrajenec, občinski nagrajenec, knjižničar, župan (1954, Celje)
- Emilija Fon, farmacevtka (1897, Celje – 1984, Kostanjevica na Krki)
- Matej Rode, slavist, rusist, bolgarist, prevajalec (1930, Meljine – 2012, Celje)
- Eduard Seidensacher, entomolog (1823 – 1867, Celje)

## Publicistika
- Ljerka Bizilj, novinarka, urednica, publicistka (1953, Celje)
- Janez Čuček, novinar, urednik, televizijski voditelj, publicist, pisatelj (1937, Celje – 2024, Ljubljana)
- Bogomir Skabernè, časnikar (1903, Celje – 1939, Celje)
- Karel Slanc, publicist, politik, pravnik (1851, Laško – 1916, Novo mesto)
- Ante Beg, publicist (1870, Sv. Florjan – 1946, Ljubljana)
- Ljudevit Furlani, publicist, prevajalec (1864, Branik – 1913, Hove)
- Dragotin Hribar, časnikar, tiskar, založnik, industrialec (1862, Ljubljana – 1935, Ljubljana)
- Ferdo Kočevar, publicist (1833, Žalec – 1878, Feldhof)
- Anton Kos -Cestnikov, pravnik, literarno-etnografski publicist (1837, Ceste – 1900, Požega)
- Janko Lesničar, časnikar, zadružnik (1884, Hum pri Ormožu – 1931, Beograd)
- Franjo Pirc, novinar (1872, Novo mesto – 1950, Hrastovec)
- Rasto Pustoslemšek, časnikar (1875, Luče – 1960, Ljubljana)
- Davorin Ravljen, časnikar, pesnik, pisatelj, prevajalec (1898, Šoštanj – 1965, Ljubljana)
- Bruno Rotter, publicist (1881, Prevoje pri Šentvidu – 1949, Maribor)
- Franjo Selak, publicist, prevajalec, literarni zgodovinar (1847, Rečica ob Savinji – 1906, Zagreb)
- Karel Slanc, publicist, politik, pravnik (1851, Laško – 1916, Novo mesto)
- Jaka Slokan, časnikar, kmetijski pisec (1909, Spodnje Gorče – 1982, Ljubljana)
- Pavel Strmšek, publicist, društveni delavec (1891, Kristan Vrh – 1965, Polzela)
- Jožef Šubic, publicist, prevajalec (1802, Mokronog – 1861, Maribor)
- Jožef Šuc, publicist, politik, duhovnik (1837, Ponikva – 1900, Šmartno pri Slovenj Gradcu)
- Anton Tomšič, časnikar (1842, Dedni Dol – 1871, Maribor)
- Fran Vatovec, časnikar, zgodovinar (1901, Gradišče ob Soči – 1976, Ljubljana)
- Andrej Veble, publicist, pravnik, odvetnik (1887, Kapele – 1979, Čatež ob Savi)
- Stanko Virant, časnikar, urednik (1890, Gomilsko – 1971, Gomilsko)
- Rafko Mihael Vodeb, publicist, pesni, prevajalec, duhovnik (1922, Dolenja vas pri Artičah – 2002, Maribor)
- Jože Volfand, časnikar, sociolog (1944, Hrastnik)
- Hinko Wilfan, publicist, šolnik (1908, Ljubljana – 1996, Ljubljana)
- Jože Zorn, novinar, prosvetni delavec (1907, Loka pri Zidanem Mostu – 1977, Ljubljana)
- Kajetan Gantar, publicist, profesor (1901, Idrija – 1965, Ljubljana)
- Bogomil Gerlanc, publicist, urednik, bibliograf, prevajalec (1901, Kontovel - 1992)
- Gustav Guzej, časnikar (1919, Teharje – 2010)
- Jožko Kragelj, publicist, pisatelj, prevajalec, duhovnik (1919, Modrejce – 2010)
- Jana Čede, televizijska napovedovalka, moderatorka, manekenka, prevajalka (1937, Velenje – 2005, Ljubljana)
- Marja Cerkovnik, novinarka, urednica, publicistka, mladinska pisateljica (1928, Metlika – 2012, Golnik)
- Nataša Gerkeš, novinarka, radijska novinarka, občinska nagrajenka (1965, Celje)
- Jure Krašovec, novinar, ljubiteljski etnolog (1928, Gabrno – 2004, Celje)
- Roman Kukovič, novinar, pisatelj, publicist (1956, Trbovlje)
- Drago Medved, novinar, urednik, podjetnik, založnik, publicist, ljubiteljski slikar (1947, Ponikva – 2016, Nova Cerkev)
- Tone Vrabl, novinar, urednik (1944, Beograd)
- Peter Kavalar, novinar, pisatelj (1939, Celje – 1999, Vojnik)
- Sašo Hribar, radijski voditelj, komik (1960, Celje)
- Zoran Jerin, novinar, urednik, pisatelj (1925, Celje – 2005, Ljubljana)
- Zvezdan Martič, novinar, voditelj, scenarist, producent, urednik (1963, Celje)
- Jože Čuješ, novinar, literarni zgodovinar, urednik (1923, Celje – 1995, Brisbane)
- Stanka Godnič, publicistka, filmska kritičarka (1929, Celje – 2006)
- Alma Sedlar, novinarka, uradnica, urednica (1975, Celje)
- Bojan Krajnc, novinar, televizijski urednik (1967, Celje)
- Tone Gošnik, novinar, urednik (1921, Celje – 2014, Novo mesto)

## Umetnost in kultura

### Glasba
- Marija Bergamo, muzikologija (1937, Celje)
- Karl Heinrich Eulenstein, virtuoz na brundice (1802, Heilbronn – 1890, Celje)
- Karel Bervar, glasbenik, organist (1864, Motnik – 1956, Celje)
- Fran Korun, glasbenik, skladatelj (1868, Velenje – 1935, Celje)
- Mirca Sancin, skladateljica, pianistka, glasbena pedagoginja (1901, Ljubljana – 1970, Celje)
- Jurče Vreže, glasbenik, zborovodja (1906, Šmarje pri Jelšah – 1987, Celje)
- Karel Tribnik, glasbenik, duhovnik (1846, Muta – 1918, Jurklošter)
- Jarmila Lily Gerbic, operna pevka, sopranistka, pevska pedagoginja (1877, Zagreb – 1964, Ljubljana)
- Ludovik Hudovernik, glasbenik, skladatelj, pianist, zborovodja, duhovnik (1859, Stična – 1901, Maribor)
- Benjamin Ipavec, glasbenik, skladatelj, zdravnik, pediater (1829, Šentjur – 1908, Gradec)
- Josip Ipavec, glasbeni, skladatelj, zdravnik (1873, Šentjur – 1921, Šentjur)
- Anton Lajovic, skladatelj, publicist (1878, Vače – 1960, Ljubljana)
- Alojzij Mihelčič, skladatelj, organist, župan (1880, Harije – 1975, Ljubljana)
- Ivan Ocvirk, glasbenik, skladatelj, organist (1883, Šempeter v Savinjski dolini – 1951, Sisek)
- Slavko Osterc, glasbenik, skladatelj, glasbeni pedagog (1895, Veržej – 1941, Ljubljana)
- Josip Pavčič, glasbenik, skladatelj (1844, Škocjan) – 1895, Velike Lašče)
- Stanko Pirnat, glasbenik, skladatelj, notar (1859, Štore – 1899, Mokronog)
- Taras Poljanec, violinist (1908, Maribor – 1964, Maribor)
- Ciril Pregelj, glasbeni pedagog, zborovodja, skladatelj (1887, Olševek – 1966, Ljubljana)
- Pavel Rančigaj, glasbenik, skladatelj, organist (1899, Kapla – 1972, Ljubljana)
- Dana Ročnik-Gregorič, operna pevka, radijska pevka (1914, Moravci v Slovenskih goricah – 1993)
- Anton Schwab, skladatelj, zdravnik (1868, Prebold – 1938, Ljubljana)
- Josip Šegula, glasbenik, glasbeni pedagog (1903, Ptujska Gora – 1980, Ljubljana)
- Friderik Širca plemeniti, glasbenik, skladatelj (1859, Žalec – 1948, Zagreb)
- Anton Tevž, glasbenik, organist, gospodarstvenik (1894, Bočna – 1971, Ljubno ob Savinji)
- Karel Tribnik, glasbenik, duhovnik (1846, Muta – 1918, Jurklošter)
- Milena Verbič-Štrukelj, glasbenica, koncertna pevka, klavirska pedagoginja (1903, Postojna – 1983, Ljubljana)
- Božo Vičar, operni pevec, koncertni pevec (1894, Jastrebci – 1972, Zagreb)
- Ludvik Zepič, glasbenik, knjižničar (1887, Razbor) – 1971, Ljubljana)
- Milko Bizjak, organist, organolog, glasbeni pedagog, glasbeni založnik (1959, Jesenice)
- Radovan Gobec, skladatelj, dirigent, pedagog, publicist (1909, Podgrad pri Ilirski Bistrici – 1995, Ljubljana)
- Vladimir Kos, cerkveni glasbenik (1912, Gradišče ob Soči – ?)
- Janez Bole, zborovodja, glasbeni pedagog (1919, Brezje – 2007, Ljubljana)
- Alojzij Mav, skladatelj, organist, zborovodja, duhovnik (1898, Rodica – 1977, Ljubljana)
- Viki Ašič, narodnozabavni glasbenik, harmonikar, podjetnik, občinski nagrajenec (1943, Celje)
- Tatjana Dremelj, pevka (1952, Maribor)
- Nenad Firšt, akademski glasbenik, skladatelj (1964, Zagreb)
- Edvard Goršič, akademski glasbenik, zborovodja, glasbeni pedagog, glasbeni kritik, glasbeni publicist (1937, Ljubljana – 2002, Celje)
- Franc Klinar, glasbeni, dirigent, glasbeni pedagog, vojaški častnik, podpolkovnik (1915, Svetina – 2007, Celje)
- Egon Kunej, akademski glasbenik, glasbeni pedagog, zborovodja, pevski organizator (1912, Šmarje pri Jelšah – 1996, Celje)
- Franj Luževič, glasbenik, organist, zborovodja, glasbeni pedagog, profesor glasbe, skladatelj (1903, Slance – 1981, Ptuj)
- Oto Pestner, glasbenik, pevec, skladatelj, občinski nagrajenec (1956, Celje)
- Mojmir Sepe, glasbenik, dirigent, skladatelj (1930, Črna na Koroškem)
- Primož Parovel, harmonikar, univerzitetni profesor (1975, Celje)
- Tadej Hrušovar, pevec, skladatelj zabavne glasbe (1947, Celje – 2020)
- Urša Lah, zborovodja, dirigentka (1969, Celje)
- Urška Križnik Zupan, harfistka (1978, Celje)
- Ivo Umek, pianist in glasbeni urednik (1944, Celje)
- Vita Mavrič, pevka, skladateljica, tekstopiska, kantavtorica (1965, Celje)
- Marie Brandis, operna pevka (1866, Celje – 1906, Gradec)
- Sebastjan Podbregar, pevec, tenorist (20. stoletje, Celje)
- Andreja Zakonjšek Krt, sopranistka (1968, Celje)
- Klemen Golner, pianist (1973, Celje)
- Dejan Prešiček, saksofonist, glasbeni pedagog in politik (1970, Celje)
- Boris Kovačič, skladatelj, klarinetist, producent, aranžer (1934, Celje – 1999, Ljubljana)
- Damjana Golavšek, pevka (1964, Celje)
- Dani Bedrač, skladatelj (1954, Celje)
- Hinko Haas, pianist, pedagog (1956, Celje – 2020)
- Jurij Hladnik, klarinetist (1974, Celje)
- Justin Felicijan, rogist, pedagog (1953, Celje)
- Marko Žigon, dirigent, skladatelj, pedagog (1929, Celje – 1987, Celje)
- Erich Marckhl, muzikolog (1902, Celje – 1980)
- Ferdo Livadić, skladatelj (1799, Celje – 1879, Samobor)
- Luka Juhart, glasbenik, harmonikar (1982, Celje)
- Boštjan Lipovšek, hornist (1974, Celje)
- Matjaž Naglič, kitarist (1965, Celje)
- Matjaž Stopinšek, tenorist (20. stoletje, Celje)
- Bojan Gorišek, pianist (1962, Celje)
- Manuela Brečko, pevka, avtorica (1989, Celje)
- Klemen Orter, pevec (1993, Celje)
- Franc Rizmal, dirigent, violinist (1950, Celje)
- Urška Arlič Gololičič, operna pevka, sopranistka (1980, Celje)
- Marjetka Vovk, pevka, učiteljica petja (1984, Celje)
- Josef-Horst Lederer, muzikolog (1944, Celje)
- Anabel, pevka, pesmopiska (1999, Celje)
- Jože Bohorč, harmonikar (1954, Celje)
- Leon Firšt, skladatelj, pianist (1994, Celje)
- Miha Firšt, kontrabasist, pedagog, igralec, producent (1992, Celje)
- Marie Baumayer, pianistka (1851, Celje – 1931, Dunaj)
- Irene von Fladung, pevka (1879, Teharje – 1965, München)
- Gaja Prestor, pevka (2000, Celje)
- David Jarh, trobentar (1967, Celje)
- Petra Strahovnik, skladateljica (1986, Celje)
- Oskar Rieding, violinist, učitelj glasbe, skladatelj (1840 – 1918, Celje)
- Rok Švab, harmonikar (1984, Celje)
- Dejan Krajnc, pevec, televizijski in radijski voditelj (1993, Celje)
- Ružno pače, glasbenik, grafični oblikovalec (2001, Celje)
- Miro Klinc, glasbenik skladatelj (1960, Celje)

### Gledališče in film
- Zvone Agrež, gledališki in filmski igralec (1952, Celje)
- Meta Baš, igralka (1876, Celje – 1959, Celje)
- Fedor Gradišnik, pisatelj, gledališki igralec, gledališki režiser (1890, Hrastnik – 1972, Celje)
- Rafael Salmič, amaterski igralec, narodni delavec (1870, Postojna – 1930, Celje)
- Balbina Battelino Baranovič, gledališka režiserka, umetniška vodja, pisateljica (1921, Dunaj – 2015, Reka)
- Valo Bratina, igralec, režiser, scenograf, dramaturg, gledališki organizator (1887, Idrija – 1954, Ljubljana)
- Anton Cerar, igralec, režiser, gledališki organizator, urednik, publicist (1858, Ljubljana – 1947, Ljubljana)
- Osip Šest, gledališki režiser, gledališki igralec, gledališki pisec, gledališki pedagog (1893, Metlika – 1962, Golnik)
- Janez Škof, gledališki igralec (1924, Ljubljana – 2009, Ljubljana)
- Zlatko Šugman, gledališki igralec, filmski igralec (1932, Gorišnica – 2008, Ljubljana)
- Dušan Tomše, teatrolog, prevajalec (1930, Ljubljana – 1986, Ljubljana)
- Danilo Vranc, lutkar, likovni pedagog (1930, Maribor – 2011, Maribor)
- Janez Vrhunc, režiser, dramatik (1921, Ljubljana – 1992, Ljubljana)
- Milena Zupančič, gledališka igralka, filmska igralka (1946, Jesenice)
- Rado Železni, gledališki igralec, gledališki režiser (1894, Ljubljana – 1935, Ljubljana)
- Janez Albreht, filmski igralec, gledališki igralec (1925, Ljubljana – 2013, Ljubljana)
- Milan Brezigar, igralec (1912, Trst – 1996, Ljubljana)
- Ferdo Delak, režiser, gledališki organizator, publicist, prevajalec (1905, Gorica – 1968, Ljubljana)
- Minu Kjuder, gledališka in televizijska igralka (1942, Trst)
- Milan Košič, gledališki igralec, gledališki režiser (1900, Celje – 1950, Trst)
- Metod Barjura, filmski režiser, filmski scenarist, filmski snemalec, grafik, klišar (1896, Litija – 1971, Ljubljana) – po njem poimenovana nagrada v okviru tedna slovenskega filma v Celju
- Marjan Bačko, igralec (1929, Ljubljana)
- Ljerka Belak, igralka (1948, Ljubljana)
- Janez Bermež, igralec (1935, Vrhnika)
- Peter Boštjančič, igralec (1952, Maribor)
- Evgen Car, igralec (1944, Dobrovnik)
- Gregor Čušin, igralec, režiser, dramatik (1970, Kranj)
- Bruno Hartman, dramaturg, literarni zgodovinar, prevajalec, bibliotekar, ravnatelj knjižnice, doktor znanosti, strokovni pisec, predavatelj (1924, Celje – 2011, Maribor)
- Andrej Inkret, teatrolog, gledališki kritik, literarni kritik, esejist, doktor znanosti, univerzitetni profesor (1943, Celje – 2015, Ljubljana)
- Milada Kalezić, gledališka igralka, filmska igralka (1954, Rova)
- Juro Kislinger ml., gledališki režiser (1931, Laško – 1999, Maribor)
- Bojan Umek, gledališki igralec, občinski nagrajenec (1959, Brežice)
- Barbara Vidovič, gledališka igralka, direktorica, občinska nagrajenka (1969, Maribor)
- Štefan Žvižej, gledališčnik, ljubiteljski režiser, kulturni delavec, občinski nagrajenec (1935, Celje – 2015, Celje)
- Lenore Aubert, gledališka in filmska igralka (1918, Celje – 1993, Great Neck)
- Lojze Rozman, filmski, gledališki in TV igralec (1930, Celje – 1997, Ljubljana)
- Olga Odanović, igralka (1958, Celje)
- Boris Brunčko, gledališki igralec, režiser (1919, Celje – 1982, Golnik)
- Boris Juh, gledališki in filmski igralec (1935, Celje)
- Janez Lapajne, filmski režiser (1967, Celje)
- Janez Drozg, režiser (1933, Celje – 2005, Ljubljana)
- Volodja Peer, gledališki igralec (1931, Celje – 1987, Krk)
- Roman Schikorsky, filmski igralec (1975, Celje)
- Trude Breitschopf, igralka (1915, Celje – 2001, München)
- Jaša Koceli, gledališki režiser (1984, Celje)
- Blaž Završnik, scenarist (1984, Celje)
- Ema Kugler, filmska režiserka, umetnica, videastka, performerka, kostumografinja (1955, Celje)
- Aleksandra Balmazović, gledališka igralka, filmska igralka (1976, Celje)
- Barbara Novakovič Kolenc, režiserka, producentka, kustosinja (1963, Celje)
- Petra Rojnik, gledališka, televizijska in filmska igralka (1972, Celje – 2015)
- Grega Golavšek, filmski igralec (1992, Celje)
- Ester Ivakič, filmska režiserka (1992, Celje)
- Tomaž Krajnc, režiser (1994, Celje)
- Marjan Belina, režiser (1934, Celje – 1993, Ljubljana)
- Meta Vranič, igralka (1948, Trnovlje pri Celju)
- Andrej Stojan, filmski režiser (1934, Celje – 2010, Ljubljana)
- Tomaž Gubenšek, gledališki igralec (1965, Celje)
- Nada Božič, igralka (1927, Celje – 2018, Celje)
- Tina Gunzek, igralka (1989, Celje)
- Maja Hodošček, videoumetnica (1984, Celje)
- Marija Goršič, igralka (1912, Dornberk – 1976, Celje)

### Književnost
- Friedrich Ahn, bibliograf in slavist (1861, Celje – 1916, Gradec)
- Dušan Čater, pisatelj, urednik, prevajalec, scenarist (1968, Celje)
- Sonja Sever, mladinska pisateljica (1900, Celje – 1995, Zagreb)
- Jože Felc, pisatelj, nevropsihiater (1941, Spodnja Idrija – 2010, Celje)
- Vladimir Levstik, pisatelj, pesnik, prevajalec (1886, Šmihel nad Mozirjem – 1957, Celje)
- Fran Roš, pesnik, pisatelj, dramatik (1898, Kranj – 1976, Celje)
- Jožef Sattler, pisec, prevajalec, duhovnik (1845, Gornja Radgona – 1920, Celje)
- Matija Vodušek, nabožni pisatelj, narodni buditelj, duhovnik (1802, Vodule – 1872, Celje)
- Janko Pukmeister, pesnik, pisatelj (1837, Vine – 1862, Laško)
- Dragotin Ferdinand Ripšl, pesnik, kronist, sadjar, duhovnik (1820, Šentjur – 1887, Videm)
- Jožef Rozman, pedagoški pisec, nabožni pisatelj, duhovnik (1812, Kranj – 1874, Arclin)
- Johann Gabriel Seidl, pesnik, dramatik, potopisec, arheolog, šolnik (1804, Dunaj – 1875, Dunaj)
- Anton Martin Slomšek, pesnik, nabožni pisatelj, pedagoški delavec, narodni buditelj, teolog, duhovnik, škof (1800, Uniše – 1862, Maribor)
- Janez Anton Zupančič (Suppantschitsch), pesnik, dramatik, zgodovinar, potopisec (1785, Ljubljana – 1833, Koper)
- Janez Arlič, pesnik, duhovnik (1812, Nova Cerkev – 1879, Prihova)
- Anton Aškerc, pesnik, prevajalec, urednik, duhovnik (1856, Globoko – 1912, Ljubljana)
- Jožef Čede, nabožni pisatelj, duhovnik (1870, Zabukovica – 1946, Studenice)
- Anton Dolar, pisatelj, klasični filolog (1875, Hotinja vas – 1953, Zagreb)
- Ivan Dornik, pisatelj (1892, Nevlje – 1968, Maribor)
- Josip Drobnič, pisatelj, urednik, duhovnik (1812, Sv. Ema – 1861, Gradec)
- Felicijan Globočnik, pisatelj, duhovnik (1810, Braslovče – 1873, Griže)
- Januš Golec, pisatelj, duhovnik (1888, Polje ob Sotli – 1965, Maribor)
- Davorin Hostnik, pisatelj (1853, Podroje – 1929, Ryl'sk)
- Jožef Iskrač, pesnik (1836, Frankolovo – 1900, Razdelj)
- Igo Kaš, pisatelj (1853, Vojnik – 1910, Baden)
- Žiga Laykauf, pesnik, publicist (1868, Mozirje – 1938, Mozirje)
- Viktor Lipež, pisatelj (1835, Vransko – 1902, Vransko)
- Franc Ksaver Meško, pesnik, pripovednik, duhovnik (1874, Gornji Ključarovci – 1964, Slovenj Gradec)
- Ludvik Mrzel, pisatelj (1904, Loka pri Zidanem Mostu – 1971, Ljubljana)
- Anton Novačan, pisatelj (1887, Zadobrova – 1951, Posadas)
- Franc Onič, pesnik (1901, Petrovče – 1975, Ljubljana)
- Valentin Orožen, pesnik, ljudski pevec, duhovnik (1808, Šentjur – 1875, Okonina)
- Alojzij Peterlin, pesnik, duhovnik (1872, Kamnik – 1943, Ljubljana)
- Ljuba Prenner, pisateljica, pravnica (1906, Prevalje – 1977, Prevalje)
- Janko Pukmeister, pesnik, pisatelj (1837, Vine, Vojnik – 1862, Laško)
- Lidvina Purgaj, gospodinjska pisateljica, redovnica, šolska sestra (1861, Pernica – 1925, Ljubljana)
- Dragotin Ferdinand Ripšl, pesnik, kronist, sadjar, duhovnik (1820, Šentjur – 1887, Videm, Krško)
- Branko Rudolf, pesnik, pisatelj, literarni kritik, likovni kritik, gledališki kritik (1904, Slovenske Konjice – 1987, Maribor)
- Johann Gabriel Seidl, pesnik, dramatik, potopisec, arheolog, šolnik (1804, Dunaj – 1875, Dunaj)
- Franc Valentin Slemenik, pisatelj, časnikar (1843, Šentjur – 1871, Dunaj)
- Jernej Stante, pesnik, pravnik (1900, Šentjur – 1966, Ljubljana)
- Matej Stergár, pesnik, publicist (1844, Slovenj Gradec – 1926, Ljubljana)
- Mihael Stojan, nabožni pisec, prosvetni delavec, duhovnik (1804, Teharje – 1863, Braslovče)
- Jakob Strašek, pesnik, duhovnik (1796, Kristan Vrh – 1830, Kristan Vrh)
- Bonaventura Suhač, pesnica, vzgojiteljica, redovnica, šolska sestra (1853, Jamna – 1891, Maribor)
- Anton Tanc, pisatelj, kulturnoprosvetni delavec (1887, Modrič) – 1947, Maribor)
- Emanuel Tomšič, pesnik (1824, Trebnje – 1881, Trebnje)
- Primož Trubar, pisatelj, prevajalec, protestantski duhovnik, superintendent (med 1507 in 1609, Rašica – 1586, Tübingen)
- Anton Turkuš, dramatik, pesnik (1849, Ptujska Gora – 1912)
- Andrej Urek, pesnik, duhovnik (1794, Kapele – 1855, Škale)
- Matevž Vehovar, pesnik (1818, Pristava pri Mestinju – ?)
- Jovan Vesel – Koseski, pesnik, prevajalec, pravnik (1798, Spodnje Koseze – 1884, Trst)
- Arkadij Videmšek, pesnik (1898, Slovenske Konjice – 1918, Monte Valbella)
- Anton Vodnik, pesni, esejist, umetnostni zgodovinar (1901, Ljubljana – 1965, Ljubljana)
- Albina Vodopivec, pesnica, knjižničarka (1934, Beograd – 2010, Ljubljana)
- Florijan Vodovnik, pesnik (1824, Radegunda – 1884, Gradec)
- Ana Wambrechtsamer, pisateljica (1897, Planina pri Sevnici – 1933, Gradec)
- Borivoj Peter Wudler, pisatelj, slikar (1932, Slovenj Gradec – 1981, Šentjur)
- Janez Žmavc, dramatik (1924, Šoštanj – 2019, Slovenj Gradec)
- Vojan Tihomir Arhar, pesnik, pisatelj, publicist (1922, Ljutomer – 2007, Ljubljana)
- Matej Bor, pesni, pisatelj, dramatik, prevajalec, literarni kritik (1913, Grgar – 1993, Radovljica)
- Oskar Hudales, mladinski pisatelj (1905, Žaga – 1968, Maribor)
- Ferruccio Jakomin, pesnik (1930, Pobegi – 1958, Trst)
- Milena Batič, mladinska pesnica, dramatičarka (1930, Krško – 2015, Maribor)
- Franc Kosar, pisatelj, duhovnik, stolni dekan (1823, Braslovče – 1894, Ika)
- Jožef Meglič, pesnik, duhovnik (1855, Novo mesto – 1898, Barban)
- Dane Debič, pisatelj, ravnatelj knjižnice (1927, Vrbje – 2008, Žalec)
- Alma Maksimiljana Karlin, pisateljica, potopiska, prevajalka, ljubiteljska etnologinja, zbiralka ljudskega blaga (1889, Celje – 1950, Celje)
- Kristijan Koželj, pesnik, esejist, gledališki igralec, gledališki mentor, knjižničar (1984, Celje)
- Matej Krajnc, pesnik, pisatelj, prevajalec, publicist, strokovni pisec, glasbenik (1975, Maribor)
- Zoran Pevec, pesnik, esejist, literarni kritik, urednik, doktor znanosti, občinski nagrajenec (1955, Celje)
- Smiljan Rozman, pisatelj, mladinski pisatelj, dramatik, glasbenik, ljubiteljski slikar, učitelj, Levstikov nagrajenec (1927, Celje – 2007, Ljubljana)
- Vladimir Memon, pesnik (1953, Celje – 1980, Ljubljana)
- Erna Starovasnik, pisateljica (1917, Celje – 1977)
- Igor Karlovšek, pisatelj, scenarist, odvetnik (1958, Celje)
- Aleš Jelenko, pesnik, pisatelj, urednik, fotograf (1986, Celje)
- Alenka Jovanovski, pesnica, literarna kritičarka, literarna zgodovinarka, prevajalka (1974, Celje)
- Ivan Dobnik, pesnik, prevajalec, esejist, urednik (1960, Celje)
- Lucija Stupica, pesnica (1971, Celje)
- Ivan Bratko, pisatelj, komunist, partizan, častnik, prvoborec, publicist (1914, Celje – 2001, Ljubljana)
- Miloš Mikeln, pisatelj, novinar (1930, Celje – 2014, Ljubljana)
- Peter Rezman, pisatelj (1956, Celje)
- Mare Cestnik, pisatelj, literarni kritik (1962, Celje)
- Branka Hubman, pisateljica (1965, Celje)
- Margarete Weinhandl, pisateljica (1880, Celje – 1975, Gradec)

- Robert Simonišek, pesnik (1977, Celje)
- Peter Kolšek, pisatelj (1951, Celje – 2019)
- Jure Jakob, pisatelj (1977, Celje)
- Leo Smolle, pisatelj (1848, Celje – 1920, Dunaj)
- Andreja Zelinka, pisateljica (1961, Celje)
- Katja Gorečan, pesnica (1989, Celje)
- Jože Šerjak, pesnik (1918, Trata pri Velesovem – 1945, Teharje)
- Franz Tiefenbacher, pisatelj (1826, Prellenkirchen – 1898, Celje)
- Herbert Grün, dramaturg, publicist, dramatik, prevajalec (1925, Ljubljana – 1961, Celje)
- Vinko Möderndorfer, pisatelj, pesnik, dramatik, esejist, gledališki, radijski in filmski režizer (1958, Celje)
- Franz Joseph Königsbrun-Schaup, pisatelj (1857, Celje – 1916, Leipzig)
- Maja Furman, mladinska pisateljica, gledališčnica (1980, Celje)

### Slikarstvo, ilustratorstvo, kiparstvo, arhitektura, fotografija, podobarstvo
- Emerik Bernard, slikar, esejist (1937, Celje – 2022)
- Ivan Bregant, arhitekt (1938, Celje – 2015)
- Herman Čater, fotograf (1941, Celje)
- Barbara Čeferin, fotografinja, galeristka (1968, Celje)
- Zvonko Čoh, ilustrator, animator risanih filmov, slikar (1956, Celje)
- Franc Golob, slikar, oblikovalec, fotograf (1941, Celje)
- Avgust Friderik Seebacher, slikar, grafik (1887, Celje – 1940, Celje)
- Karel Zelenko, slikar, ilustrator, oblikovalec, grafik (1925, Celje)
- Jože Žagar, slikar (1884, Ložnica pri Žalcu – 1957, Maribor)
- Jelica Žuža, slikarka (1922, Celje – 2014)
- Lenart Janez Petroschnig, slikar (ok. 1700 – 1758, Celje)
- Albert Sirk, slikar (1887, Križ – 1947, Celje)
- Alojzij Šušmelj, slikar (1913, Mulhouse – 1942, Celje)
- Janez Jurij Petroutschnig, slikar (? – po 1781)
- Ciril Cesar, kipar, industrijski oblikovalec (1923, Mozirje – 2024)
- Franc Berneker, kipar (1874, Gradišče – 1932, Ljubljana)
- Karla Bulovec Mrak, kiparka, slikarka, risarka (1895, Bled – 1957, Golnik)
- Janez Cimbol, slikar
- Rudolf Jakhel, slikar (1881, Črnomelj – 1928, Ptuj)
- Srečko Feliks Magolič, slikar, tiskar (1860, Ljubljana – 1943, Ljubljana)
- Ivan Sajevic, akademski kipar, medaljer (1891, Stara vas – 1972, Ljubljana)
- Janez Jakob Schoy, kipar (1686, Maribor – 1733, Gradec)
- Ivan Sojč, kipar (1879, Ljubnica – 1951, Maribor)
- Cvetko Ščuka, slikar (1895, Trst – 1987, Žalec)
- Alojzij Šubic, slikar (1865, Poljane nad Škofjo Loko – 1905, New York)
- Vladimir Šubic, arhitekt (1894, Ljubljana – 1946, Lukavac)
- Marko Šuštaršič, slikar (1927, Cerknica – 1976, Ljubljana)
- Fran Tratnik, risar, slikar (1881, Potok – 1957, Ljubljana)
- Josip Urbanija, kipar (1877, Ljubljana – 1943, Dunaj)
- Adalbert Lipičnik, akademski kipar, kamnosek, likovni pedagog (1913, Celje – 1971, Celje)
- Milan Lorenčak, akademski slikar, profesor likovne umetnosti v Celju (1921, Dunaj - 2003, Maribor)
- Miroslav Modic, slikar, oblikovalec, likovni pedagog, borec za severno mejo, vojni izgnanec (1900, Gornji Grad – 1944, Banja)
- Darinka Pavletič Lorenčak, akademska slikarka, profesorica likovne umetnosti, pesnica, častna meščanka (1924, Rečica ob Paki – 2010, Celje)
- Josip Pelikan, fotograf (1885, Trbiž– 1977, Celje)
- Adolf Perissich, fotograf (1879 – 1927, Celje)
- Lilijana Praprotnik Zupančič (Lila Prap), ilustratorka, grafična oblikovalka, karikaturistka, mladinska pisateljica, častna občanka (1955, Celje)
- Marija Prelog, akademska slikarka, ilustratorka, oblikovalka (1954, Celje)
- Vera Pristovšek (roj. Fišer), slikarka, občinska nagrajenka (1895, Gornji Grad – 1986, Celje)
- Ratimir Pušelja, akademski slikar, likovne pedagog (1941, Pošćenje – 2015, Celje)
- Eduard Salesin, akademski kipar, učitelj, restavrator (1910, Trbovlje – 1980, Žalec)
- Thea Schreiber Gamelin, slikarka, literarna ustvarjalka (1906, Brunshaupten – 1988, Celje)
- Mojca Senegačnik, slikarka (1971, Celje)
- Irena Špendl, akademska slikarka, grafikinja, likovna pedagoginja, likovna učiteljica (1951, Ptuj)
- Jana Vizjak, akademska slikarka (1956, Ljubljana)
- Johann Wachtl, slikar, miniaturist (1778, Gradec – 1839, Gradec)
- August Walsa, fotograf (19. stol. – 20. stol.)
- Dalibor Zupančič, slikar, likovni delovni terapevt, umetni, glasbenik (1949, Celje)
- Peter Fister, arhitekt, konservator, profesor in publicist (1940, Celje)
- Stane Jagodič, karikaturist, fotograf, grafični oblikovalec, slikar, grafik, pisatelj (1943, Celje)
- Alfred Castelliz, arhitekt (1870, Celje – 1940, Dunaj)
- Joco Žnidaršič, fotograf, fotoreporter (1938, Šoštanj – 2022, Lj?)
- Josip Costaperaria, arhitekt (1876, Krapje – 1951, Ljubljana)
- Viktor Berk, fotograf, občinski nagrajenec (1921, Teharje – 2011, Celje)
- Andreja Džakušič, oblikovalka, oblikovalka vizualnih komunikacij, performerka, umetnica, kulturna pedagoginja (1971, Celje)
- Valter Ernst, arhitekt, občinski nagrajenec (1942, Celje)
- Anna Gombos (Gombosch), fotografinja (ok. 1850 – ?)
- Janko Hartman, arhitekt (1925, Celje)
- Alenka Kolšek, krajinska arhitektka, konservatorka, strokovna piska (1957, Celje – 2006, Celje)
- Nande Korpnik, arhitekt (1962, Slovenj Gradec)
- Johann Martin Lenz, fotograf (1864 – 1916, Celje)
- Josef Martini, fotograf (1838, Rogatec – 1895, Celje)
- Ignacij Oblak, podobar, pozlatar (1834, Gorenja vas – 1916, Celje)
- Franc Jontez, podobar (1853, Cerovec) – 1928, Velike Lašče)
- Konrad Skaza, podobar (1866, Vojnik – 1924)
- Josip Potočnik, slikar (1912, Celje – 1987)
- Jože Domjan, oblikovalec (1952, Celje)
- Miranda Rumina, slikarka, umetnica (1959, Celje)
- Ernst Wagner, slikar (1877, Celje – 1951, Münsing)
- Josef Kaiser, arhitekt (1910, Celje – 1991, Altenberg)
- Ančka Gošnik Godec, ilustratorka (1927, Celje)
- Radovan Jenko, oblikovalec, profesor (1955, Celje)
- Biba Bertok, oblikovalka (1941, Celje)
- Iva Tratnik, umetnica (1980, Celje)
- Bogomira Jeromel, slikarka (1964, Celje)
- Marija Braut, fotograf (1929, Celje – 2015, Zagreb)
- Ernest Artič, slikar (1957, Celje)
- Lena Krušec, arhitektka (1976, Celje)
- Irena Romih, slikarka (1965, Celje)
- Drago Julius Prelog, slikar (1939, Celje)
- Mark Požlep, vizualni umetnik (1981, Celje)
- Stane Jeršič, videoumetnik (1957, Celje)
- Janko Orač, slikar (1958, Celje)
- Taja Ivančič, slikarka (1977, Celje)
- Urša Drofenik, modna oblikovalka (1976, Celje)
- Ana Žolnir, umetnica (1987, Celje)
- Uršula Skornšek, umetnica (1988, Celje)
- Jure Cekuta, slikar (1952, Celje – 2019)
- Goran Milovanović, direktor galerije Božidar Jakac (?)
- Robert Hutinski, fotograf (1969, Celje)
- Albert Jenny, arhitekt
- Cornelis Johannes van Hulsteijn, slikar (1911, Jutphaas – 1887Celje)
- Gustav Frölich, arhitekt (1858, Celje – 1933, Dresden)
- Jolanda Thaler, modna oblikovalka (1954, Celje)
- Veno Dolenc, slikar, ilustrator, pesnik, glasbenik (1951, Celje)
- Marjan Konič, kipar (1854, Celje
- Volbenk Pajk, fotograf (1915, Duropolje na Kozjanskem – 2005, Celje)

## Politika, uprava in pravo
- Milan Apih, politik, pisatelj, pesnik (1906, Celje – 1992, Ljubljana)
- Peter Bekeš, pravnik in politik (1946, Celje – 2015)
- Alenka Bratušek, političarka (1970, Celje)
- Milan Brglez, mednarodni politolog in pravnik, politik (1967, Celje)
- Franc But, politik, diplomat (1962, Celje)
- Jožef Čok, član organizacije TIGR (1899, Lokev – 1974, Celje)
- Franjo Lipold, politik (1885, Celje – 1970, Maribor)
- Ludvik Ravnikar, pravnik, sodnik, politik (1827, Celje – 1901, Ljubljana)
- Janko Sernec ml.   , pravnik, sodnik, narodnoobrambni pisec (1881, Celje – 1942)
- Bogumil Vošnjak, pravnik, politik (1882, Celje – 1959, Washington)
- Lovro Baš, politik, časnikar, notar (1849, Spodnje Gorče – 1924, Celje)
- Rudolf Dobovišek, pravnik, politik, književnik (1891, Šentjur – 1961, Celje)
- Ludovik Filipič, pravnik (1850, Radoslavci – 1911, Celje)
- Juro Hrašovec, politik, odvetnik (1858, Sisek – 1957, Celje)
- Vekoslav Kukovec, politik, odvetnik (1876, Koračice – 1951, Celje)
- Anton Kupljen, notar (1841, Žihlava – 1902, Celje)
- Vinko Möderndorfer, politik, učitelj, zbiralec etnološkega gradiva (1894, Dole – 1958, Celje)
- Franc Šter, pravnik (1878, Zgornji Brnik – 1945, Celje)
- Ivan Štuhec, narodni buditelj, pravnik (1820, Bučkovci – 1885, Celje)
- Melhijor Čobal, politik, organizator, sindikalni delavec (1864, Prebold – 1943, Zagorje ob Savi)
- Ivan Dečko, politik, narodni delavec, pravnik (1859, Središče ob Dravi – 1908, Gradec)
- Jakob Hren, politik (1830, Begunje pri Cerknici – 1924, Ljubljana)
- Avguštin Reisman, pravnik, odvetnik (1889, Počenik – 1975, Maribor)
- Dragotin Treo, politik, pravni, odvetnik (1863, Knežja vas – 1935, Ljubljana)
- Karel Verstovšek, politik (1871, Velenje – 1923, Maribor)
- Ivo Benkovič, politik, pisatelj, prevajalec, odvetnik (1875, Kamnik – 1943, Ljubljana)
- Melhijor Čobal, politik, organizator, sindikalni delavec (1864, Prebold – 1943, Zagorje ob Savi)
- Rok Drofenik, politik, publicist (1869, Lemberg pri Šmarju – 1903, Ljubljana)
- Jernej Francelj, narodni buditelj, pisec, gimnazijski profesor (1821, Čadramska vas – 1889, Varaždin)
- Ivan Geršak, pravnik, gospodarstvenik, politik (1838, Bistrica ob Sotli – 1911, Ormož)
- Adalbert Gertscher, pravnik, sodnik (1846, Tržič – 1908, Trst)
- Lavoslav Gregorec, politik, duhovnik, kanonik (1839, Destrnik – 1924, Nova Cerkev)
- Mihael Hermann, politik, pravnik (1822, Haritz – 1883, Gradec)
- Franc Hrašovec, pravnik, društveni delavec (1821, Sveti Jurij ob Ščavnici – 1909, Gradec)
- Vladimir Knaflič, pravnik, publicist (1888, Šmarje pri Jelšah – 1943, Vis)
- Franc Kočevar plemeniti Kondenheim, pravni, sodnik, (1833, Planina – 1897, Ljubljana)
- Valentin Konšek, politik, šolnik (1816, Trojane – 1899, Ljubljana)
- Jožef Krajnc, pravnik (1821, Škale – 1875, Praga)
- Albert Kramer, politik, časnikar (1882, Trbovlje – 1943, Ljubljana)
- Radoslav Kušej, pravnik (1875, Spodnje Libuče – 1941, Ljubljana)
- Štefan Lapajne, pravnik (1855, Idrija – 1912, Ljubljana)
- Albert Levičnik, pravnik (1846, Kolbnitz – 1934, Ljubljana)
- Ivan Mlinar, politik, časnikar (1869, Idršek– 1946, Ljubljana)
- Fran Mohorič, pravnik, pesnik, kulturni delavec (1866, Stročja vas – 1928, Ljubljana)
- Avgust Munda, pravnik, publicist (1886, Brežice – 1971, Ljubljana)
- Vladislav Pegan, pravnik, politik (1878, Vipava – 1955, Ljubljana)
- Jakob Pirnat, pravnik (1847, Arnače – 1924, Arnače)
- Miroslav Ploj, politik, pravnik (1862, Ptuj – 1944, Maribor)
- Karel Podgornik, politik, odvetnik (1878, Čepovan – 1962, Solkan)
- Vinko Poljanec, narodni buditelj, duhovnik (1876, Destrnik – 1938, Škocjan v Podjuni)
- Josip Povalej, finančnik, pravnik (1869, Primož pri Šentjurju – 1944, Beograd)
- Ivan Prekoršek, politik, učitelj (1883, Prekorje – ?)
- Ferdinand Prenj, pravnik (1876, Oplotnica– 1957, Mostar)
- Vladimir Pušenjak, pravnik, revizor (1882, Kapelski Vrh – 1936, Maribor)
- Matija Randl, narodni buditelj, duhovnik (1837, Prebold – 1927, Dobrla vas)
- Vladimir Ravnihar, pravnik, odvetnik, politik, govornik (1871, Ljubljana – 1954, Ljubljana)
- Radoslav Razlag, politik, pisatelj, pesnik (1826, Radoslavci – 1880, Brežice)
- Avguštin Reisman, pravnik, odvetnik (1889, Počenik – 1975, Maribor)
- Fran Rosina, politik, pravnik, odvetnik (1863, Leskovica pri Šmartnem – 1924, Dunaj)
- Franc Roš, odvetnik, politik (1884, Hrastnik – 1976, Laško)
- Ivan Rudolf, pravnik, odvetnik, narodni buditelj (1855, Slovenske Konjice – 1942, Slovenske Konjice)
- Rajko Schwinger, pravnik (1844, Hrastje, Hrastje – 1916, Gradec)
- Josip Sernec, politik, gospodarstvenik, pravnik (1844, Slovenska Bistrica – 1925, Ljubljana)
- Franc Smodej, politik, časnikar, duhovnik (1879, Šmartno v Rožni dolini – 1949, Beograd)
- Gvidon Srebre, pravnik (1839, Šoštanj – 1926, Brežice)
- Hinko Stepančič, pravnik (1864, Temnica – 1940, Ljubljana)
- Rudolf Sterle, sodnik, pravni pisec, prevajalec (1873, Divača – 1948, Ljubljana)
- Henrik Steska, pravnik (1880, Litija – 1960, Ljubljana)
- Jožef Supan, politik, gospodarstvenik, pravnik, odvetnik (1828, San Candido – 1902, Ljubljana)
- Vanek Šiftar, politični delavec, kulturnopolitični delavec, pravni, sodnik (1919, Petanjci – 1999)
- Konrad Šmid, pravnik, carinski strokovnjak (1886, Podgorje (Slovenj Gradec) – 1954, Slovenj Gradec)
- Makso Šnuderl, pravnik, politik, pesnik, pisatelj (1895, Rimske Toplice – 1979, Ljubljana)
- Vekoslav Špindler, politik, kulturni delavec, pesnik, časnikar (1881, Moravci v Slovenskih goricah – 1966, Maribor)
- Ivo Štempihar, pravnik, odvetnik, politični delavec, publicist (1898, Kranj – 1955, Jesenice)
- Juri Štempihar, pravnik (1891, Kranj – 1978, Kranj)
- Stanko Tomšič, pravnik, odvetnik, politik (1901, Skopo – 1945, Turjak)
- Franc Trenz, pravnik, sodnik (1851, Mihovica – 1921, Ljubljana)
- Dragotin Treo, politik, pravnik, odvetnik (1863, Knežja vas – 1935, Ljubljana)
- Lojze Ude, pravni, odvetnik, publicist, zgodovinar (1896, Križe – 1982, Mali Lošinj)
- Jožef Ulaga, politik, časnikar, duhovnik (1826, Bistrica ob Sotli – 1881, Slovenske Konjice)
- Filip Uratnik, pravnik, agrarni ekonomist (1889, Podlog v Savinjski dolini – 1967, Ljubljana)
- Karel Verstovšek, politik (1871, Velenje – 1923, Maribor)
- Fran Voglar, politik, šolnik, klasični filolog, slavist (1877, Nadbišec – 1925, Maribor)
- Andrej Vojska, pravnik, sodnik (1828, Ljubljana – 1903, Novo mesto)
- Josip Voršič, pravnik, odvetnik (1903, Bratonečice – 1945, Ljubljana)
- Josip Vošnjak, politik, pisatelj, zdravnik (1834, Šoštanj – 1911, Visole)
- Karl Wenger, pravnik (1850, Jareninski Dol – 1924, Kremsmünster)
- Bojan Zabel, pravnik (1930, Ljubljana – 2023)
- Josip Zdolšek, pravnik (1876, Ponikva – 1932, Vransko)
- Josip Žičkar, politik, duhovnik (1846, Raztez – 1905, Dunaj)
- Franc Župnek, pravnik (1860, Šedina – 1938, Ljubljana)
- Aleš Bebler, politik, diplomat, pravnik, publicist (1907, Idrija – 1981, Ljubljana)
- Andrej Nikolaj Dominico, pravnik, višji sodnik (1869, Gorica – 1961, Gorica)
- Alfonz Grmek, politični delavec (1907, Avber – 1992)
- Jože Brilej, politik, diplomat (1910, Dobje pri Planini – 1981, Ljubljana)
- Anton Brandner, politik, narodni delavec (1891, Žužalče – 1983, Maribor)
- Antonija (Tončka) Čeč, političarka (1896, Trbovlje – 1943, Oświęcim) V Celju ulica in vrtec poimenovana po njej.
- Rudolf Andrejka, pravnik, pravni pisec, univerzitetni predavatelj, okrajni glavar, statistik, planinec, ljubiteljski zgodovinar, plemič (1880, Ljubljana – 1948, Ljubljana)
- Milan Dobnik, župan, profesor geografije in zgodovine, ravnatelj šole (1945, Celje – 2006, Griže)
- Alojz Goričan, odvetnik, župan (1888, Spodnja Ložnica – 1968, Celje)
- Robert Himmer, pravnik, župan (1890, Beljak – 1945, Ljubljana)
- Franc Knafelc, pravnik, direktor, občinski svetnik (1934, Celje – 2018)
- Miroslav Friderik Lukan, pravnik, politik, župan (1875, Šentvid pri Stični – 1939, Ljubljana)
- Tomaž Prelokar, pravnik, teolog, škof, mecen (ok. 1430, okolica Celja – 1496, Konstanca)
- Anton Rojec, odvetnik, notar, župan (1937, Cerovec)
- Ivan Seničar, diplomat, veleposlanik, konzul, ravnatelj knjižnice, publicist (1935, Trnovlje pri Celju – 2019)
- Gustav Stiger, politik, župan, častni občan (1848, Celje – 1902, Celje)
- Bojan Šrot, župan, odvetnik (1960, Celje)
- Franjo Štor, odvetnik, politik, narodnoobrambni delavec, narodni buditelj, mecen (1854, Teharje – 1919, Gradec)
- Franc Tiller, sodnik, planinski organizator (1879, Brežice – 1952, Ljubljana)
- Zdravko Trogar, politolog, bančni uradnik, župan, direktor (1930, Šmartno ob Dreti – 2007)
- Alojz Voršič, pravnik, politik, župan, izseljenec (1888, Bratonečice – 1973, Argentina)
- Leopold Žužek, pravnik, državni uradnik, okrajni glavar, župan (1877, Žužemberk – 1927, Novo mesto)
- Miroslav Terbovc, politik (1943, Celje – 2011)
- Peter Toš, veleposlanik (1939, Celje – 2022)
- Radovan Brenčič, pravnik, gledališki organizator (1890, Celje – 1976, Celje)
- Tomaž Lisec, politolog, politik (1978, Celje)
- Vladimir Korun, pravnik, politik (1940, Celje)
- Franz Lach, odvetnik, politik (1887, Celje – 1948, Gradec)
- Boris Kupec, politik, magister znanosti (1958, Celje)
- Franc Jazbec, politik, poslanec, poslovnež (1954, Celje)
- Jurij Ferme, pravnik, policist (1963, Celje)
- Konrad Plauštajner, odvetnik, univerzitetni profesor (1941, Celje)
- Majda Potrata, političarka, prevajalka, slovenistka (1948, Celje)
- Janez Drnovšek, politik, ekonomist, diplomat, pisatelj, politični komisar, bankir, poslovnež (1950, Celje – 2008, Zaplana)
- Jelko Kacin, politik, obramboslovec, diplomat (1955, Celje)
- Friedrich von Wetzlar-Plankenstern, nekdanji župan Celovca (1857, Celje – 1925, Celovec)
- Sonja Ramšak, upravnica, političarka (1958, Celje)
- Robert Smodej, politik (1979, Celje)
- Ljubo Žnidar, politik, gradbeni inženir (1960, Celje)
- Camillo Heinrich von Starhemberg, politik (1835, Celje – 1900, Dunaj)
- Hana Šuster Erjavec, političarka, ekonomistka (1975, Celje)
- Špelca Mežnar, pravnica, sodnica (1976, Celje)
- Bojan Podkrajšek, politik (1968, Celje)
- Jelka Godec, političarka, učiteljica fizike in tehnike (1969, Celje)
- Nada Brinovšek, poslanka (1961, Celje)
- Rajko Kozmelj, pravnik, varstvoslovec (1969, Celje)
- Franc Rosec, politik (1967, Celje)
- Aleksander Reberšek, poslanec (1980, Celje)
- Gregor Kozovinc, diplomat (1967, Celje)
- Gregor Strmčnik, politik (1965, Celje)
- Janko Kos, politik, agronom, menedžer (1961, Celje)
- Alexander Toldt, pravnik (1894, Celje – 1970, Dunaj)
- Anton Dorfmeister, avstrijski politik (1912, Henndorf – 1945, Celje)
- Amalija Regent, politična delavka (1888, Gorenja Trebuša – 1970, Celje)
- Marko Zidanšek, politik (1968, Celje)
- Janez Stušek, pravnik, varstvoslovec, direktor SOVA, (1978, Celje)
- Vladimir Ban, pravnik, sodnik (1913, Celje – 2000, Ptuj)
- Željko Cigler, politik, aktivist (1958, Celje)
- Damian Merlak, poslovnež, programer (1986, Celje)
- Miro Senica, odvetnik (1958, Celje)
- Josip Karlovšek, sodnik, advokat (1867, Šmarjeta – 1950, Celje)

## Religija
- Alojzij Cvikl, duhovnik, redovnik, jezuit (1955, Celje)
- Frančišek Ksaverij Goriup, nabožni pisatelj, duhovnik (1721, Celje – 1781, Nova Cerkev)
- Jožef Hasl, duhovnik, redovnik, jezuit, nabožni pisatelj (1733, Celje – 1804, Dol pri Hrastniku)
- Sigismund Hohenwart plemeniti, duhovnik, škof, botanik (1745, Celje – 1825, Linz)
- Anton Maurisperg, duhovnik, redovnik, jezuit (1678, Celje – 1748, Dunaj)
- Peter Muhič, teolog, duhovnik, prošt (Celje – 1600, Pöllau)
- Mihael Pikl, nabožni pisatelj, duhovnik (1814, Celje – 1867, Maribor)
- Jakob Maksimilijan Stepišnik (Stepischnegg), cerkveni zgodovinar, apologetični pisec, duhovnik, škof (1815, Celje – 1889, Maribor)
- Thomas de Cilia, duhovni, škof, humanist, diplomat (med 1425 in 1430, Celje – 1496, Konstanca)
- Ivan Anton Apostel, leksikograf, pridigar, duhovnik, redovnik, kapucin (1711, Maribor – 1784, Celje)
- Anton Cestnik, duhovnik, gimnazijski profesor, politik (1868, Vrhe – 1947, Celje)
- Janez Joris, duhovni, redovnik, jezuit (1714, Trento – 1762, Celje)
- Franc Ogradi, duhovnik, kanonik, opat (1836, Gornji Grad – 1921, Celje)
- Jurij Peter Hörnes, duhovnik, hmeljar (1826, Karlstadt – 1889, Möggingen)
- Jožef Anton Jakomini, vitez, katehetski pisec, duhovnik (1755, Štanjel – 1830, Nova Cerkev)
- Jakob Filip Kaffol, pridigar, duhovnik, narodni buditelj, nabožni pisatelj (1819, Pečine – 1864, Pečine)
- Mihael Lendovšek, urednik, duhovnik (1844, Rogatec – 1920, Makole)
- Mihael Napotnik, duhovnik, škof, govorni, pisatelj (1850, Tepanje – 1922, Maribor)
- Franc Cukala, duhovnik (1878, Gomilsko – 1964, Maribor)
- Jožef Dobrovc, duhovnik, politik (1873, Nazarje – 1927, Črna na Koroškem)
- Emanuel Drevenšek, misijonar, duhovnik, redovnik, kapucin (1869, Lovrenc na Dravskem polju – 1897, Nemška vzhodna Afrika)
- Matevž Gradišek, redovnik, usmiljeni brat, homeopat (1776, Zgornje Gameljne – 1837, Ljubljana)
- Karel Hribovšek, duhovnik, teolog, stolni prošt (1849, Tabor – 1916, Maribor)
- Anton Jehart, duhovnik, teolog (1881, Lovrenc na Pohorju – 1948, Maribor)
- Josip Jeraj, duhovnik, teolog, pedagoški pisec (1892, Nizka – 1964, Ljubljana)
- Žiga Juvančič, duhovnik, kanonik (1798, Slovenske Konjice – 1845, Laško)
- Ignacij Knoblehar, misijonar, duhovnik, potopisec (1819, Škocjan – 1858, Neapelj)
- Angelina Križanič, redovnica, šolska sestra, vrhovna prednica (1854, Boreci – 1937, Maribor)
- Avguštin Kukovič, duhovnik (1849, Šentjur – 1889, Maribor)
- Franc Lekše, duhovnik (1862, Rečica ob Savinji – 1928, Polzela)
- Ivan Lipold, duhovnik, politik (1842, Mozirje – 1897, Bistrica ob Sotli)
- Ivan Markošek, duhovnik, bogoslovni pisatelj (1873, Teharje – 1916, Maribor)
- Martin Matek, cerkveni pravnik, duhovnik, stolni prošt (1860, Gornji Grad – 1930, Maribor)
- Polidor de Montagnana plemeniti, duhovnik (med 1520 in 1530, Italija – 1604, Novo mesto)
- Tomaž Mraz, katehetski pisec, duhovnik (1826, Šentvid pri Grobelnem – 1916, Gradec)
- Mihael Napotnik, duhovnik, škof, govornik, pisatelj (1850, Tepanje – 1922, Maribor)
- Urban Nežmah, misijonar, nabožni pisatelj, duhovnik (1843, Rogatec – 1928, Ljubljana)
- Vincenc Novak, duhovnik (1807, Braslovče – 1879, Spodnja Polskava)
- Filip Oštir, duhovnik, redovnik, frančiškan, glasbenik, skladatelj, slikar (1871, Škale – 1934, Reka)
- Romuald, pridigar, duhovnik, redovnik, kapucin (1676, Gorica – 1748, Gorica)
- Jožef Somrek, teolog, duhovnik (1871, Čadram – 1936, Šmartno pri Slovenj Gradcu)
- Baltazar Tavčar, duhovnik, kanonik (ok. 1560, Štanjel – 1625, Laško)
- Ivan Jožef Tomažič, duhovnik, škof, organizator (1876, Miklavž pri Ormožu – 1949, Maribor)
- Anton Veternik, bogoslovni pisec, duhovnik (1865, Lokrovec – 1946, Žalec)
- Jernej Voh, nabožni pisec, cerkveni zgodovinar, duhovnik, kanonik (1844, Arnače – 1916, Maribor)
- Ivan Albreht, duhovnik, prosvetni delavec (1945, Dole)
- Marija Kerševan, šolska sestra (1904, Trst – 1949, Trst)
- Andrej Celejski, škof (7. stol. – 7./8. stol.)
- Gavdencij Celejski, škof (5. stol. – 6. stol.)
- Janez Celejski, škof (6. stol. – 6./7. stol.)
- Maksimilijan Celjski, duhovnik, škof, svetnik (med 226 in 236, Celje – med 281 in 308, Celje)
- Friderik Kolšek, duhovnik, opat, občinski nagrajenec (1932, Vojnik – 1997, Celje)
- Stanislav Lipold, duhovnik, škof, monsignor, univerzitetni profesor, zlatomašnik, častni občan (1943, Jankova)
- Anton Stres, duhovnik, škof, nadškof, doktor znanosti, univerzitetni profesor, strokovni pisec, filozof, teolog, rektor (1942, Donačka Gora)
- Stanislav Slatinek, rimskokatoliški duhovnik, teolog, pravnik, pedagog (1958, Celje)
- Alfredo Kobal, duhovnik (1892, Celje – 1947, Miradouro)
- Karel Gržan, duhovnik, pisatelj, publicist, scenarist (1958, Celje)
- Izidor Pečovnik – Dori, rimskokatoliški duhovnik (1955, Celje)
- Janez Frey, jezuit, pedagog (1609, Celje – 1676, Passau)
- Marjan Turnšek, teolog, rimskokatoliški duhovnik, profesor, pisatelj, nekdanji nadškof (1955, Celje)
- Herman Celjski, freisinški knezoškof, duhovnik (1383, Celje – 1421, Celje)
- Anton Kolar, duhovnik (1946, Celje – 2015, Celje)
- Franc Frohlich, duhovnik (1901, Sorica – 1945)
- Lavoslava Turk, redovnica, pisateljica (1895, Zadobrova – 1979, Lemont)
- France Kunstelj, duhovnik, pisatelj, dramatik, urednik (1914, Vrhnika – 1945, Teharje)
- Andrej Trobiš, duhovnik (1798, Konjsko – 1870, Teharje)
- Ambrose of Belaya Krinitsa, starodavni pravoslavni svetnik (1791, Osmansko cesarstvo – 1863, Celje)
- Maksimilijan Jezernik, rimskokatoliški duhovnik, teolog, filozof, misiolog, pravni, predavatelj (1922, Gornja Ponikva – 2015, Celje)

## Šolstvo
- Jan Baukart, šolnik, pedagoški pisec, prevajalec, (1889, Celje – 1974, Maribor)
- Fran Fink, pedagoški pisec, učitelj (1885, Celje – 1972)
- Bogomir Stupan, šolnik, publicist (1902, Celje – 1997)
- Josip Armič, šolnik, pedagoški pisec (1870, Kamnica – 1937, Celje)
- Josip Brinar, pedagog, pedagoški pisec (1874, Studence – 1959, Celje)
- Ivan Fon, šolnik (1860, Loka pri Zidanem Mostu – 1912, Celje)
- Ivan Krušič, šolnik, duhovnik (1833, Medlog – 1910, Celje)
- Emilijan Lilek, šolnik, zgodovinar, etnograf (1851, Zgornja Voličina – 1940, Celje)
- Jakob Lopan, šolnik, urednik (1844, Braslovče – 1897, Celje)
- Albin Šprajc, šolnik, pedagoški pisec (1895, Maribor – 1942, Celje)
- Gregor Tribnik, šolnik, glasbenik, skladatelj (1831, Ruše – 1876, Celje)
- Josip Ludvik Weiss, učitelj, glasbenik (1848, Šmartno ob Dreti – 1927, Celje)
- Franjo Žgeč, pedagog (1896, Dornava – 1961, Celje)
- Mihael Žolgar, šolnik (1833, Kačji Dol – 1890, Celje)
- Mihael Zavadlal, šolnik (1856, Gorjansko – 1916, Zadar)
- Anton Brezovnik šolnik, mladinski pisatelj, politik (1853, Stari trg) – 1923, Vojnik)
- Franc Brunet, učitelj telovadbe (1852, Primož pri Ljubnem – 1916, Ljubljana)
- Jakob Čebular, šolnik, fizik (1844, Tekačevo – 1929, Ljubljana)
- Ludvik Černej, učitelj, šolski nadzornik, pedagoški publicist (1870, Fram – 1936, Makole)
- Anton Dokler, šolnik, klasični filolog (1871, Višnja vas – 1943, Ljubljana)
- Janez Nepomuk Jakob Edling von Laussenbach, šolnik (1751, Gorica – 1793, Dunaj)
- Anton Gnus, šolnik, narodni gospodar (1863, Pilštanj – 1944, Dol pri Hrastniku)
- Armin Gradišnik, šolnik (1858, Vransko – 1921, Laßnitzhöhe)
- Vladimir Herle, šolnik, naravoslovec (1869, Solčava – 1932, Kranj)
- Franc Jamšek, šolnik (1840, Žalec – 1892, Brestanica)
- Franc Jerovšek, šolnik (1854, Tepanjski Vrh – 1937, Maribor)
- Robert Kenda, šolnik, narodni delavec (1878, Ajdovščina – 1945)
- Peter Končnik, šolnik (1844, Dravograd – 1919, Gradec)
- Janez Koprivnik, šolnik (1849, Gorenje pri Zrečah – 1912, Maribor)
- Valentin Korun, šolnik, pisatelj (1865, Glinje – 1940, Ljubljana)
- Janko Košan, šolnik (1857, Ponikva pri Žalcu – 1927, Maribor)
- Janez Krajnc, šolnik (1817, Brestanica – 1908, Dunaj)
- Blaž Kumerdej, šolnik, filolog (1738, Bled – 1805, Ljubljana)
- Albin Lajovic, šolnik (1890, Ribče – ?)
- Peter Musi, šolnik, sadjar (1799, Vransko – 1875, Šoštanj)
- Lovro Požar, šolnik (1855, Vrhpolje pri Moravčah – 1946, Ljubljana)
- Franc Praprotnik, šolnik, sadjar (1849, Andraž nad Polzelo – 1933, Mozirje)
- Jožef Premru, šolnik, jezikoslovec (1809, Vrhpolje – 1877, Gradec)
- Josip Reisner, šolnik, politik (1875, Ljubljana – 1955, Ljubljana)
- Tomaž Romih, šolnik, narodni buditelj (1853, Dobje pri Planini – 1935, Novo mesto)
- Simon Rudmaš, šolnik, pedagoški pisec, duhovnik, redovnik, benediktinec (1795, Šentvid v Podjuni – 1858, Celovec)
- Vladimir Schmidt, pedagog (1910, Prebold – 1996, Ljubljana)
- Josip Schmoranzer, šolnik, mikrolog (1862, Škofja Loka – 1934, Merano)
- Davorin Sinkovič, šolnik, mikolog (1851, Sela – 1938, Zagreb)
- Ivan Sprachmann, šolnik, glasbenik, skladatelj (1873, Dobrova pri Dravogradu – 1939, Ljubljana)
- Ivan Stukelj, šolnik, pisatelj (1861, Motnik – 1926, Frankolovo)
- Gustav Šilih, pedagog, pisatelj (1893, Velenje – 1961, Maribor)
- Ernest Tiran, šolnik, pisatelj (1899, Ljubljana – 1966, Vojnik)
- Josip Tominšek, šolnik, slavist, planinec (1872, Bočna – 1954, Ljubljana)
- Vinko Vovk, šolnik, podjetnik, matematik, ekonomist (1919, Bezovje pri Šentjurju – 1970, Tucson)
- Mansuetus Zangerl, šolnik, duhovni, redovni, minorit (1742, Gradec – 1815, Ptuj)
- Stane Žagar, pedagoški delavec (1896, Žaga – 1942, Mali rovt nad Crngrobom)
- Albert Žerjav, pedagog (1904, Središče ob Dravi – 1985, Maribor)
- Fran Žnideršič, šolnik, pisatelj (1866, Krško – 1929, Gorica)
- Josip Dolgan, pedagoški delavec (1886, Dolnja Košana – 1965, Ljubljana)
- Rudolf Fajs, šolnik (1911, Šmarje pri Jelšah – 1960, Ljubljana)
- Rafaela Kovačič, šolska voditeljica, prednica šolskih sester (1856, Ehrenhaus – 1912, Trst)
- Kristjan Bogatec, učitelj (1858, Prosek – 1917, Ricmanje)
- Anica Černej, pedagoginja, učiteljica, mladinska pesnica, publicistka (1900, Čadram – 1944, Neubrandenburg)
- Alojzij Bolhar, profesor slovenskega jezika in književnosti, prevajalec, publicist, zbiralec ljudskega blaga, ljubiteljski etnolog, knjižničar (1899, Kamnik – 1984, Celje)
- Slavko Deržek, profesor, francist, občinski nagrajenec (1949, Petrovče)
- Ana Junger, socialna pedagoginja, direktorica, občinska nagrajenka (1958)
- Avgust Lavrenčič, pedagog, scenograf, slikar (1925, Rogaška Slatina – 1996, Celje)
- Rudi Lešnik, univerzitetni profesor, psiholog, pedagog, urednik (1931, Celje – 1987, Podčetrtek)
- Vera Levstik, učiteljica, ravnateljica šole, knjižničarka, ustanoviteljica ljudske knjižnice (1890, Šmihel nad Mozirjem – 1967, Vransko)
- Gustav Adolf Lindner, profesor, pedagog, predavatelj, strokovni pisec (1828, Roždalovice – 1887, Praga)
- Fran Lorger, profesor, aheolog (1884, Šmarje pri Jelšah – 1937, Šmarje pri Jelšah)
- Stanko Lorger, profesor, atlet, državni reprezentant, olimpijec, častni občan, Bloudkov nagrajenec (1931, Buče – 2014)
- Božena Orožen, profesorica slovenskega jezika in književnosti, prevajalka, bibliotekarka, domoznanka, občinska nagrajenka (1929, Celje – 2025)
- Ivan (Janko) Poklič, ravnatelj šole, profesor, pevec, občinski nagrajenec (1945, Vitanje – 2013, Celje)
- Cvetka Špiljar, plesna pedagoginja, plesna učiteljica, občinska nagrajenka (1956, Celje)
- Bina Štampe Žmavc, profesorica slovenskega jezika in književnosti, kulturna delavka, mladinska pesnica, mladinska pisateljica, gledališka mentorica, prevajalka (1951, Celje)
- Ana Vovk Pezdir, plesna učiteljica, plesna pedagoginja, koreografinja, podjetnica (1949, Celje)
- Gašpar Vrečer, učitelj, narodnoobrambni delavec, častni občan (1845, Kompole – 1898, Teharje)
- Duška Lah, učiteljica, novinarka (1960, Celje)
- Karel Jug, pedagog, častnik (1917, Celje – 1987, Celje)
- Johann Krainz, učitelj (1847, Celje – 1907, Gradec)
- Martin Jelovšek, šolnik (1837, Teharje – 1905, Zagreb)
- Aleksandra Boldin, učiteljica, zgodovinarka, sociologinja, raziskovalka (1972, Celje)
- Erna Ferjanič, učiteljica, likovna ustvarjalka (1955, Celje)
- Nevenka Alja Gladek, učiteljica, mladinska delavka, kulturna delavka, gledališka pedagoginja (1962, Celje)
- Dimitrij Radovan (Mitja) Gobec, glasbeni pedagog, glasbeni urednik, zborovodja (1938, Celje)

## Šport
- Vlora Beđeti, judoistka (1991, Celje)
- Gregor Cankar, atlet (1975, Celje)
- Štefan Cuk, judoist (1962, Celje)
- Jolanda Čeplak, atletinja (1976, Celje)
- Evgen Sajovic, športni pisec, telovadec (1880, Kranj – 1916, Ljubljana)
- Drago Ulaga, športni pedagog, Telovadec, publicist (1906, Globoko) – 2000, Ljubljana)
- Vlado Bojović, rokometaš (1952, Kriva Palanka)
- Lučka Cankar, kajakašica na divjih vodah (1972, Ljubljana)
- Živa Cankar, kajakašica na divjih vodah (1969, Ljubljana)
- Matija Benčan, telovadec, športni trener, član sokolov (1866, Ljubljana – 1945, Celje)
- Alma Butia (por. Car), atletinja, državna reprezentantka, olimpijka (1929, Teharje – 2019, Zagreb)
- Fedor Gradišnik ml., športni organizator, atlet, Bloudkov nagrajenec, družbenopolitični delavec, župan (1917, Ljubljana – 1983, Celje)
- Damir Grgić, športni trener (1979, Trbovlje)
- Štefan Jug, športni sodnik, športni organizator, glasbenik, občinski nagrajenec (1944, Celje)
- Jože Kuzma, športnik, športni trener, športni organizator, športni novinar, občinski nagrajenec, Bloudkov nagrajenec (1934, Celje – 2007, Celje)
- Mihailo Lišanin, atlet, likovni pedagog, podjetnik, galerist, občinski nagrajenec (1949, Lazac)
- Rolando Pušnik, rokometaš, državni reprezentant, olimpijski prvak, svetovni prvak, športni trener (1961, Celje)
- Tone Tiselj, profesor telesne vzgoje, rokometaš, športni trener (1961, Novo mesto)
- Matjaž Tovornik, košarkar, državni reprezentant, športni trener, občinski nagrajenec (1960, Celje)
- Nataša Urbančič (por. Bezjak), atletinja, državna reprezentantka, olimpijka, športna sodnica, Bloudkova nagrajenka (1945, Celje – 2011, Celje)
- Magda Urh, kegljačica, državna reprezentantka, svetovna prvakinja, športna sodnica, Bloudkova nagrajenka (1943, Celje)
- Jure Zdovc, košarkar, državni reprezentant, olimpijec, svetovni prvak, športni trener (1966, Maribor)
- Urška Žolnir, judoistka, olimpijska prvakinja, športna trenerka, Bloudkova nagrajenka (1981, Celje)
- Miro Kocuvan ml.   , atlet (1971, Celje)
- Simo Važič, atlet (1934, Celje – 2019)
- Simon Razgor, rokometaš (1985, Celje)
- Tine Šrot, telovadec (1938, Celje)
- Urban Acman, atlet (1976, Celje)
- Uroš Šerbec, rokometaš, športni strokovni komentator (1968, Novo mesto)
- Lea Jagodič, košarkarica (1991, Celje)
- Zala Gomboc, smučarka (1995, Celje)
- Martin Čater, alpski smučar (1992, Celje)
- Mitja Krevs, atlet (1989, Celje)
- Pina Umek, drsalka (1994, Celje)
- Franc Vravnik, atlet, trener (1943, Celje)
- Nina Jeriček, rokometašica (1984, Celje)
- Uroš Korun, nogometaš (1987, Celje)
- Ivan Firer, nogometaš (1984, Celje)
- Gregor Fink, nogometaš (1984, Celje)
- Jože Zupan - Juš, alpinist, pesnik (1954, Celje)
- Amalija Belaj, smučarska tekačica (1939, Celje)
- Alen Mordej, futsal igralec (1990, Celje)
- Tina Trstenjak, judoistka (1990, Celje)
- Dejan Bizjak I Dejan Bizjak (igralec futsala)   , futsal igralec (1988, Celje)
- Blaž Zbičajnik, nogometaš (1995, Celje)
- Jernej Kruder, plezalec (1990, Celje)
- Danijel Vrhovšek, plavalec, biolog, limnolog (1943, Celje)
- Jože Urankar, dvigovalec uteži (1938, Celje)
- Ivo Ratej, hokejist (1941, Celje)
- Branko Vivod, atlet (1944, Celje)
- Peter Svet, atlet, trener (1949, Celje)
- Klemen Kelgar, hokejist (1976, Celje)
- Kristjan Revinšek, spidvejist (1993, Celje)
- Daša Grm, umetnostna drsalka (1991, Celje)
- Gašper Marguč, rokometaš (1990, Celje)
- Jerneja Perc, atletinja (1971, Celje – 2009)
- Polona Reberšak, tenisačica (1987, Celje)
- Luka Lapornik, košarkar (1988, Celje)
- Marijo Moćić, nogometaš (1989, Celje)
- Matej Krušič, košarkar (1987, Celje)
- Matevž Skok, rokometaš (1986, Celje)
- Renata Strašek, atletinja (1972, Celje)
- Nastja Kolar, tenisačica (1994, Celje)
- Nik Omladič, nogometaš (1989, Celje)
- Oskar Drobne, nogometaš (1975, Celje)
- Robert Pevnik, nogometaš, trener (1969, Celje)
- Rok Baskera, nogometaš (1993, Celje)
- Roman Lešek, atlet (1937, Celje)
- Sebastjan Gobec, nogometaš (1979, Celje)
- Tjaša Jezernik, tenisačica (1977, Celje)
- Robert Renner, atlet (1994, Celje)
- Simon Sešlar, nogometaš, trener (1974, Celje)
- Benjamin Verbič, nogometaš (1993, Celje)
- Miloš Šporar, košarkar, trener (1976, Celje)
- David Kranjec, umetnostni drsalec (1993, Celje)
- Matevž Petek, deskar na snegu (1983, Celje)
- Emil Goršek, atlet (1914, Celje – 1945)
- Alojz Cajzek – Cajz, alpinist (1961, Celje – 1983, Triglav)
- Branko Bedekovič, rokometaš (1973, Celje)
- Konrad Grilc, telovadec (1909, Celje)
- Marina Tomić, atletinja (1983, Celje)
- Milan Pintar, alpinist, fizik (1934, Celje – 2003, Ljubljana)
- Aljoša Rezar, rokometaš (1983, Celje)
- Zoran Lubej, rokometaš (1975, Celje)
- Jolanda Batagelj, atletinja (1976, Celje)
- Lucija Polavder, judoistka (1984, Celje)
- Aleksander Šeliga, nogometaš (1980, Celje)
- Goran Kozomara, rokometaš (1981, Celje)
- Robert Hrgota, smučarski skakalec (1988, Celje)
- Margit Korondi, olimpijska športnica (1932, Celje)
- Andreja Vodeb, odbojkašica (1979, Celje)
- Beno Udrih, košarkar (1982, Celje)
- Samo Udrih, košarkar (1979, Celje)
- Helena Javornik, atletinja (1966, Celje)
- Bernard Vajdič, alpski smučar (1980, Celje)
- Aleš Pipan, košarkar, trener (1959, Celje)
- Aleš Pajovič, rokometaš (1979, Celje)
- Gregor Lorger, rokometaš (1981, Celje)
- Dragan Gajić, rokometaš (1984, Celje)
- Roman Pungartnik, rokometaš (1971, Celje)
- Luka Žvižej, rokometaš (1980, Celje)
- Robert Vrečer, kolesar (1980, Celje)
- Primož Pikl, smučarski skakalec (1982, Celje)
- Goran Jurak, košarkar (1977, Celje)
- Dušan Podpečan, rokometaš (1975, Celje)
- Luka Dobelšek, rokometaš (1983, Celje)
- Jure Dobelšek, rokometaš (1983, Celje)
- Nastja Govejšek, plavalka (1997, Celje)
- Miha Žvižej, rokometaš (1987, Celje)
- Miladin Kozlina, rokometaš (1983, Celje)
- Nenad Bilbija, rokometaš (1984, Celje)
- Vesna Đukić, judoistka (1986, Celje)
- Anamari Velenšek, judoistka (1991, Celje)
- Goran Sankovič, nogometaš (1979, Celje)
- Jure Travner, nogometaš (1985, Celje)
- Rok Marguč, deskar na snegu (1986, Celje)
- Zmago Sagadin, trener (1952, Celje)
- Andrej Flajs, odbojkar (1983, Celje)
- Katja Medved, odbojkarica (1986, Celje)
- Ken Ograjenšek, hokejist (1991, Celje)
- Rok Praznik, rokometaš (1980, Celje)
- Marijana Lubej, atletinja (1945, Celje)
- Aleš Kačičnik, nogometaš (1973, Celje)
- Antonio Delamea Mlinar, nogometaš (1991, Celje)
- Dejan Krljanović, nogometaš (1989, Celje)
- Franc Knez, alpinist (1955, Celje – 2017, Harje)
- Miha Lokar, košarkar (1935, Celje)
- Sandi Čebular, košarkar (1986, Celje)
- Saša Bakarič, nogometaš (1987, Celje)
- Darko Bojovič, nogometaš (1985, Celje)
- Rok Kopitar, atlet (1959, Celje)
- Antun Lokošek, nogometaš (1920, Celje – 1994, Split)
- Boban Jović, nogometaš (1991, Celje)
- Nace Filipovič, hokejist (1955, Celje)
- Rok Rojšek, hokejist (1970, Celje)
- Blaž Blagotinšek, rokometaš (1994, Celje)
- Dejan Obrez, športni komentator, nogometaš (1975, Celje)
- Denis Popović, nogometaš (1989, Celje)
- Miha Lapornik, košarkar (1993, Celje)
- Miha Goropevšek, nogometaš (1991, Celje)
- Žiga Dimec, košarkar (1993, Celje)
- Jan Klobučar, odbojkar (1992, Celje)
- Stanko Sebič, košarkar (1984, Celje)
- Eva Lisec, košarkarica (1995, Celje)
- Neli Irman, rokometašica (1986, Celje)
- Mojca Božič, odbojkarica (1992, Celje)
- Vid Poteko, rokometaš (1991, Celje)
- Urban Lesjak, rokometaš (1990, Celje)
- Žiga Mlakar, rokometaš (1990, Celje)
- Gal Marguč, rokometaš (1996, Celje)
- Miha Vašl, košarkar (1992, Celje)
- Anja Bratec, umetnostni drsalec (1983, Celje)
- Mihael Žgank, judoist (1994, Celje)
- Marjan Fabjan, judoist, trener (1958, Celje)
- Maruša Černjul, atletinja (1992, Celje)
- Saša Sviben, kolesar (1973, Celje)
- Katja Čerenjak, rokometašica (1983, Celje)
- Miša Marinček, rokometašica (1985, Celje)
- Jaka Malus, rokometaš (1996, Celje)
- Tilen Kodrin, rokometaš (1994, Celje)
- Mihael Gorenšek, rokometaš (1982, Celje)
- Luka Kikanović, rokometaš (1996, Celje)
- Alja Koren, rokometašica (1990, Celje)
- Tadej Ferme, košarkar (1991, Celje)
- Živa Zdolšek, košarkarica (1989, Celje)
- Larisa Ocvirk, košarkarica (1997, Celje)
- Ines Amon, rokometašica (1992, Celje)
- Matic Suholežnik, rokometaš (1995, Celje)
- Igor Žabič, rokometaš (1992, Celje)
- Matic Verdinek, rokometaš (1994, Celje)
- Andrej Dobovičnik, futsal selektor (1967, Celje)
- Tim Mastnak, deskar na snegu (1991, Celje)
- Domen Omladič, košarkar (1998, Celje)
- Gregor Potočnik, rokometaš (1992, Celje)
- Luka Logar, umetnostni drsalec (2003, Celje)
- Ana Čmer, umetnostna drsalka (2004, Celje)
- Jasmina Pišek, rokometašica (1996, Celje)
- Maruša Udrih, umetnostna drsalka (1999, Celje)
- Gregor Ocvirk, rokometaš (1998, Celje)
- Rade Lisica, košarkar (1997, Celje)
- Lucijan Fižuleto, rokometaš (1994, Celje)
- Klara Apotekar, judoistka (1997, Celje)
- Alja Klapšič, plesalka, fotomodel (1975, Celje)
- Blaž Kramer, nogometaš (1996, Celje)
- Nataša Ljepoja, rokometašica (1996, Celje)
- Benjamin Lah, borilne veščine – jiu-jitsu (1985, Celje)
- Nik Grahut, hokejist (1997, Celje)
- Sebastjan Tuhtar, nogometaš (1995, Celje)
- Boris Pajič, hokejist (1963, Jesenice – 2006, Celje)
- Franc Červan, atlet (1936, Podgora – 1991, Celje)
- Anita Sobočan, odbojkarica (1997, Celje)
- Medard Brezovnik, smučarski skakalec (2000, Celje)
- Tomaž Čater, rokometaš (1969, Celje – 2021, Minsk)

## Vojska
- Ivan Borštner, podčastnik, publicist (1944, Celje)
- Jan Vitovec gorf Zagorski, vojaški poveljnik (?, Moravska – 1468, Hrvaška)
- Rudolf Maister, general, pesnik (1874, Kamnik – 1934, Unec)
- Janko Skvarča, narodni heroj (1915, Spodnja Idrija – 1943, Bistrica ob Sotli)
- Slavko Šlander, narodni heroj (1909, Dolenja vas – 1941, Maribor)
- Ivan Ungnad III. , baron Sovneški, vojaški poveljnik (1493, Ženek – 1564, Vintířov)
- Franc Vrunč, narodni heroj (1910, Slovenj Gradec – 9141, Maribor)
- Miloš Zidanšek, narodni heroj (1909, Straža na Gori – 1942, Hribarjevo)
- Jože Borštnar, vojaški poveljnik, politik, gospodarstvenik (1915, Gabrovka – 1992, Ljubljana)
- Jože Jošt, partizan, sodelavec OF, družbenopolitični delavec, župan (1912, Vojnik – 1988, Celje)
- Viktor Krajnc, obramboslovec, vojaški častni, veteran vojne za Slovenijo, občinski nagrajenec (1951, Novo mesto)
- Franjo Malgaj, borec za severno mejo, vojak, vojaški častnik (1894, Šentjur pri Celju – 1919, Tolsti vrh)
- Jože Marolt, partizan, profesor, strokovni pisec, ravnatelj muzeja, družbenopolitični delavec, funkcionar, župan, častni občan (1924, Plešivec – 2009, Celje)
- Andrej Svetek, sodelavec OF, kulturnoprosvetni delavec, direktor, župan (1897, Ljubljana – 1983, Celje)
- Marjan Učakar, partizan, ekonomist, župan, direktor, zgodovinar NOB, spomeničar (1921, Ljubljana – 2005, Ljubljana)
- Tit Varij Klemens, vojaški častnik, vojaški poveljnik, državni uradnik (ok. 115, Celje – 2. stol.)
- Tit Varij Prisk, vojaški častnik, vojaški poveljnik, državni uradnik (ok. 117, Celje – 2. stol.)
- Nikolaj Završnik, častnik (1958, Celje)
- Otmar Langerholc, slovenski brigadni general (1885, Celje – 1970, Beograd)
- Peter Stante, slovenski general, partizan, narodni heroj (1914, Celje – 1980, Črna pri Kamniku)
- Mirko Bitenc, član vodstva protirevolucije (1898, Radovljica – 1948, Ljubljana)
- Emilija Gabrovec, sodelavka OF, družbenopolitična delavka, županja (1915, Kneža – 1995, Ljubljana)
- Ivan Grobelnik, sodelavec OF, partizan, občinski nagrajenec, častni občan (1920, Arja vas)
- Davorin Žunkovič, častnik, publicist (1858, Podlože – 1940, Ptuj)
- Franc Kos, častnik, vojni zločinec (1966, Celje)
- Ivan Turnšek, častnik (1966, Celje)
- Matej Jakopič, častnik, vojaški vikar (1972, Celje)
- Matjaž Han, politik (1971, Celje)
- Stanislav Veniger, policist, veteran vojne za Slovenijo (1961, Celje)
- Viktor Kranjc, častnik, veteran vojne za Slovenijo (1951, Celje)
- Dušan Doberšek, častnik (1950, Celje)
- Karl Seidensacher, admiral (1862, Celje – 1938, St. Magdalena)
- Heinrich Seitz von Treffen, pomorski častnik (1870, Celje – 1940, Gradec)
- Dragoman Radojičić, srbski general (1920, Brezova – 1989)
- Anton von Triulzi, admiral (1863, Celje – 1926)
- Tommaso Latini, italijanski vojak (1893, Roseto degli Abruzzi – 1942, Dobrova)
- Wilhelm du Nord, častnik, pisatelj (1836, Pest – 1909, Celje)
- Konrad Kolšek, generalpolkovnik JLA (1933, Šibenik – 2009, Celje)
- Heinrich Stümpfl, avstrijski vojak (1884, Celje - ?)
- Karlo Maslo, partizan, narodni heroj, kmet (1912, Ostrožno Brdo – 1988, Celje)
- Marko Pavlović, polkovnik (1900 – 1945, Celje)
- Florijan Pelko, nosilec partizanske spomenice (1913 – 2003, Celje)
- Jan Bejda, vojak (1882, Zmišovice – 1917, Celje)
- Djordje Jurij Bojanović, partizan, gasilski častnik, občinski nagrajenec (1918, Donji Štrpci – 2003, Celje)

## Zdravstvo
- Dimitrij Bregant, zdravnik, anesteziolog, duhovnik (1936, Celje)
- Lojze Brenčič, stomatolog (1894, Celje – 1981, Ljubljana)
- Fedor Mikič, zdravnik, strokovnjak za zdravljenje odvisnosti od alkohola, statistik (1898, Celje – ?)
- Vladimir Volovšek, zobozdravnik (1905, Celje – 1986, Ljubljana)
- Štefan Kočevar, zdravnik, narodni buditelj, politik (1808, Središče ob Dravi – 1883, Celje)
- Jurij Žiga Pogačnik, zdravnik (1676, Ljubljana – po 1707, Celje)
- Franc Steinfelser, kirurg, porodničar (1887, Zgornja Ščavnica – 1969, Celje)
- Emil Watzke, zdravnik, ginekolog, porodničar (1880, Praga – 1956, Celje)
- Alojz Ipavec, vojaški zdravnik, glasbeni, skladatelj (1815, Šentjur – 1849, Györ)
- Ivan Kosirnik, zdravnik, organizator (1847, Studenice – 1924, Zagreb)
- Alojzij Praunseis, zdravnik, zobozdravnik (1866, Sevnica – 1934, Ljubljana)
- Maks Samec st.   , zdravnik, politik, župan, pisec (1844, Arclin – 1889, Kamnik)
- Alojzij Šef, zdravnik, specialist športne medicine (1912, Celovec – 1997, Ljubljana)
- Jurij Zalokar, zdravnik, nevropsihiater (1928, Ljubljana – 2018, Jesenice)
- Marij Bregant, zdravnik, javni delavec (1903, Gorica – 1959)
- Karmen Dereani – Bežek, zdravnica, oftalmologinja (1911, Gorica – 2008, Ljubljana)
- Zoran Dietz, zdravnik (1901, Ajdovščina – 1978, Ajdovščina)
- Jože Četina, zdravnik specialist, gorski reševalec, občinski nagrajenec (1927, Celje – 2017, Celje)
- Ivan Dolinar, otorinolaringolog, krajevni zgodovinar, ljubiteljski zgodovinar (1927, Francija)
- Janko Lešničar, zdravnik specialist, doktor medicinskih znanosti, raziskovalec, strokovni pisec, sodelavec OF, častni občan (1921, Celje – 2011, Ce)
- Josef Neckermann, zdravnik, župan, častni občan (1829, Celje – 1893, Celje)
- Franc Štolfa, zobozdravnik, strokovni pisec, urednik, ljubiteljski zgodovinar, zbiratelj, občinski nagrajenec (1932, Ljubljana – 2012, Celje)
- Zvonimir Šusteršič, zdravnik specialist, kirurg, direktor, strokovni pisec, avtor učbenikov, predavatelj, občinski nagrajenec (1912, Krško – 2006, Celje)
- Herbert Zaveršnik, zdravnik specialist, doktor medicinskih znanosti, partizanski zdravnik, univerzitetni profesor, strokovni pisec (1918, Gradec – 1999, Celje)
- Dimitrij Bregant, zdravnik, anesteziolog, duhovnik (1936, Celje)
- Drago Hočevar, zdravnik, anesteziolog, publicist (1897, Celje – 1960, Ljubljana)
- Walther Schmid-Sachsenstamm, psihiater (1891, Celje – 1945, Celovec)
- Ljerka Glonar, zdravnica (1926, Celje – 2019)
- Ninna Kozorog, zdravnica, nevrologinja, nevrofiziologinja, humanitarna delavka, kolumnistka (1985, Celje)
- Maksimilijan Kovač, zdravnik, ortoped (1925, Celje)
- Alenka Trop Skaza, epidemiologinja, političarka (1964, Celje)

## Celjski grofje
- Ana Celjska, plemkinja, kraljica (med 1380 in 1388, Celje – 1416, Krakov)
- Barbara Celjska, plemkinja, grofica, kraljica (ok. 1392, Celje – 1451, Mělník)
- Friderik II. Celjski, plemič, grof (ok. 1380, Celje – 1454, Podvrh)
- Herman II. Celjski, plemič, grof (ok. 1361, Celje – 1435, Bratislava)
- Herman III. Celjski "Kilasti", freisinški knezoškof, nezakonski sin Hermana II.(1383–1421)
- Herman IV. Celjski († 1452)
- Ulrik II. Celjski, plemič, grof (po 1405, Celje – 1456, Beograd)
- Veronika Deseniška plemenita (med 1380 in 1400 – 1425 ali 1428, Loke)
- Herman I. Celjski, grof (ok. 1333, Celje – 1385)

## Drugo
- Franc Rojšek, ? (1914, Ljubljana – 1975, Celje)
- Tone Vidmar, ?, (1927, Verd – 1999, Celje)
- Slavko Šlander, ? (1909, Dolenja vas – 1941, Maribor)
- Gašper Andrej Jakomini (1726, Štanjel – 1805, Gradec)
- Mirko Bitenc (1898, Radovljica – 1948, Ljubljana)
- Davorin Lesjak, planinec, učitelj, župan (1872, Slivnica pri Celju – 1946, Ruše)
- Josip Pretnar, organizator planinstva, pravnik (1891, Velika Dolina – 1969, Ljubljana)
- Jakob Pukl (1839, Zeče – 1913, Maria Enzersdorf)
- Srečko Puncer, dijaški organizator (1895, Loka pri Zidanem Mostu – 1919, Vovbre)
- Franc Ravnihar, rodoljub (1832, Mekinje – 1904, Ljubljana)
- Baltazar Schmidt, zvonar
- Franc Sorčič, prosvetni organizator, duhovnik, prošt (181, Župelevec – 1883, Maribor)
- Fran Tominšek, planinec, organizator planinstva (1868, Bočna – 1943, Ljubljana)
- Franc Verce, organizator ribištva (1920, Žužemberk)
- Franc Zelenik, knjigovodja (1880, Črmlja – 1976, Ljubljana)
- Jožef Žehel, pripovednik, duhovnik (1824, Gornji Grad – 1898, Mozirje)
- Slavko Kavšek, organizator slovenskega pomorskega šolstva (1912, Divača – 1997)
- Franci Horvat, alpinist, fotograf, publicist (1956, Celje)
- Heinrich Jabornegg Pl. Altenfels, plemič, pravnik, župan (1866, Neumarktl – 1936, Dunaj)
- Jernej Vengust, poštni delavec, gasilec, gasilski organizator, gasilski častnik (1878, Gradišče pri Vojniku – 1934, Levec)
- Borivoj Majcen, pilot (1917, Celje – 1995, Ljubljana)
- Titus Varius Clemens, vitez (?, Celje - ?)
- Avgust Deržek, ? (1920 – 1990)
- Nataša Pinoza, fotomodel (1983, Celje)
- Franc Guzaj, kriminalec, junaški izobčenec (1839, Primož pri Šentjurju – 1880, Košnica pri Celju)
- Johann Jordis von Lohausen, ?
- Marianne Elisabeth Lloyd-Dolbey, osebna tajnica brunejskega sultana Omarja Alija Saifuddiena III., prevajalka (1919, Drešinja vas – 1994, Celje)